# Liste von Burgen und Schlössern in Niederbayern
Die Liste von Burgen und Schlössern in Bayern / Regierungsbezirk Niederbayern ist ein Verzeichnis von historischen Orten, wie Burgen, Schlössern, Herrensitzen, Festungen, Motten, Burgställen und Wehrkirchen auf dem Territorium des heutigen Regierungsbezirks Niederbayern, aufgeteilt in kreisfreie Städte und Landkreise. Es gibt weitere Listen für die Regierungsbezirke Oberbayern, Oberpfalz, Oberfranken, Mittelfranken, Unterfranken und Schwaben. Nicht aufgeführt sind Zier- und Nachbauten, die nie als Wohngebäude oder zur Verteidigung genutzt wurden.

## Regierungsbezirk Niederbayern

### Landshut
| Name                                               | Ort                          | Typ                                           | Entstehungszeit                                                               | Erhaltungszustand und heutige Nutzung                                       | Bild           |
| -------------------------------------------------- | ---------------------------- | --------------------------------------------- | ----------------------------------------------------------------------------- | --------------------------------------------------------------------------- | -------------- |
| Schloss Achdorf                                    | Landshut-Achdorf             | Hofmarkschloss                                | Erste Hälfte 18. Jahrhundert                                                  | Erhalten                                                                    | weitere Bilder |
| Adelspalais „Zum Hofreiter“                        | Landshut                     | Herrensitz                                    | um 1680                                                                       | Erhalten, heute bewirtschaftet                                              |                |
| Adelmannschloss                                    | Landshut                     | Schloss                                       | Zweite Hälfte 17. Jahrhundert                                                 | Erhalten                                                                    |                |
| Balsschlösschen (Ottonianum)                       | Landshut                     | Herrensitz                                    | 1839                                                                          | Erhalten                                                                    |                |
| Dräxlmaierschlösschen                              | Landshut-Berg                | Herrensitz                                    | 1832                                                                          | Erhalten                                                                    |                |
| Palais Etzdorf                                     | Landshut                     | Herrensitz                                    | 1745                                                                          | Erhalten                                                                    |                |
| Burgstall Große Schwedenschanze                    | Landshut-Schönbrunn          | Höhenburg (Spornburg)                         | Mittelalterlich                                                               | Abgegangen, Gräben und Wälle erhalten                                       |                |
| Herzogsschlösschen                                 | Landshut-Berg                | Schloss                                       | 1782                                                                          | Erhalten                                                                    |                |
| Abschnittsbefestigung Höglberg (auch Moniberg)     | Landshut-Moniberg-„Höglberg“ | Abschnittsbefestigung                         | Vorgeschichtlich                                                              | Abgegangen, mehrere Gräben Wälle und künstlich angelegte Terrassen erhalten |                |
| Burgstall Kleine Schwedenschanze                   | Landshut-Schönbrunn          | Höhenburg (Spornburg)                         | Mittelalterlich                                                               | Abgegangen, ein Graben heute verebnet                                       |                |
| Palais Königsfeld                                  | Landshut                     | Herrensitz                                    | Im Kern 18. Jahrhundert, nach dem Zweiten Weltkrieg wiederaufgebaut           | Erhalten                                                                    |                |
| Adelspalais neben Palais Königsfeld (Neustadt 515) | Landshut                     | Herrensitz                                    | Im Kern 17./18. Jahrhundert, nach dem Zweiten Weltkrieg wiederaufgebaut       | Erhalten                                                                    |                |
| Monischlösschen                                    | Landshut-Schönbrunn          | Herrensitz                                    | 1738                                                                          | Erhalten                                                                    |                |
| Burgstall Neudeck                                  | Landshut-Neudeck             | Höhenburg (Spornburg)                         | Mittelalterlich                                                               | Abgegangen, etwa rechteckige Anlage, durch mehrere Gräben abgesichert       |                |
| Palais Pettenkofer                                 | Landshut                     | Herrensitz                                    | Anfang 17. Jahrhundert                                                        | Erhalten                                                                    |                |
| Palais Pfetten                                     | Landshut                     | Herrensitz                                    | um 1400                                                                       | Erhalten                                                                    |                |
| Ruffinischlösschen                                 | Landshut                     | Schloss (Adelssitz)                           | Zweite Hälfte 17. Jahrhundert, vermutlich Vorgängerbauten                     | Erhalten                                                                    |                |
| Burgstall Schaumburg                               | Landshut-Schaumburg          | Höhenburg (Spornburg)                         | Mittelalterlich                                                               | Abgegangen, zweiteilige Anlage, jeweils durch Gräben gesichert              |                |
| Schloss Schönbrunn                                 | Landshut-Schönbrunn          | Hofmarkschloss                                | Zweite Hälfte 17. Jahrhundert                                                 | Erhalten, heute bewirtschaftet                                              |                |
| Stadtresidenz Landshut                             | Landshut                     | Adelspalast                                   | 1536 bis 1543                                                                 | Erhalten                                                                    |                |
| Schloss Stallwang                                  | Landshut-Stallwang           | Herrensitz                                    | Frühneuzeitlich                                                               | Abgegangen, Graben und Turmhügel erhalten                                   |                |
| Burgstall Steppach                                 | Landshut-Sallmannsberg       | Höhenburg (Spornburg, ebenerdiger Ansitz)     | Mittelalterlich                                                               | Abgegangen, bogenförmiger Graben erhalten                                   |                |
| Burgstall Sterneck                                 | Landshut-Neudeck             | Höhenburg (Spornburg)                         | Mittelalterlich                                                               | Abgegangen, Gräben und Wälle erhalten                                       |                |
| Burgstall Straßburg                                | Landshut-Straßburg           | Höhenburg (Spornburg)                         | Hochmittelalterlich, darunter vermutlich frühmittelalterliche Vorgängeranlage | Abgegangen, mehrere Gräben Wälle und künstlich angelegte Terrassen erhalten |                |
| Burg Trausnitz                                     | Landshut                     | Höhenburg (Spornburg) der bayerischen Herzöge | um 1150, der Burgberg war schon in der Vorzeit befestigt                      | Erhalten oder wesentliche Teile erhalten                                    |                |
| Burgruine Wolfstein                                | Landshut-Wolfstein           | Höhenburg (Spornburg)                         | 12. Jahrhundert                                                               | Burgruine, 1517 abgetragen, nur wenige Mauerreste erhalten                  |                |

### Passau
| Name                 | Ort              | Typ                                                                                                 | Entstehungszeit                                                                  | Erhaltungszustand und heutige Nutzung                                           | Bild |
| -------------------- | ---------------- | --------------------------------------------------------------------------------------------------- | -------------------------------------------------------------------------------- | ------------------------------------------------------------------------------- | ---- |
| Schloss Eggendobl    | Passau-Hacklberg | Schloss der Passauer Fürstbischöfe                                                                  | 1394 als Landsitz ausgebaut                                                      | Verändert erhalten, im 19. Jahrhundert als Wohnhaus umgebaut                    |      |
| Schloss Freudenhain  | Passau-Hacklberg | Schloss (Sommerresidenz) des Passauer Fürstbischofes Kardinal Joseph Franz Anton Graf von Auersperg | zwischen 1785 und 1792                                                           | Erhalten, beherbergt heute das Auersperg-Gymnasium Passau Freudenhain           |      |
| Schloss Hacklberg    | Passau-Hacklberg | Schloss (Sommerresidenz) der Passauer Fürstbischöfe                                                 | zwischen 1690 und 1700, heutige Bausubstanz jünger                               | Erhalten                                                                        |      |
| Schloss Haidenhof    | Passau-Haidenhof | Jagdschloss                                                                                         | 1685                                                                             | Erhalten                                                                        |      |
| Burgruine Hals       | Passau-Hals      | Höhenburg (Spornburg)                                                                               | 1072 erstmals erwähnt                                                            | Burgruine, kann mit Führungen besichtigt werden                                 |      |
| Burg Reschenstein    | Passau-Hals      | Höhenburg (Spornburg)                                                                               | 1384 erstmals erwähnt                                                            | Burgruine, in Privatbesitz                                                      |      |
| Alte Residenz Passau | Passau-Altstadt  | Residenz der Passauer Fürstbischöfe                                                                 | 1180, heutige Bauteile aus dem Zeitraum zwischen dem 15. und dem 17. Jahrhundert | Erhalten, heute Landgericht                                                     |      |
| Neue Residenz Passau | Passau-Altstadt  | Residenz der Passauer Fürstbischöfe                                                                 | zwischen 1712 und 1730                                                           | Erhalten, in der Neuen Residenz befindet sich heute das Bischöfliche Ordinariat |      |
| Veste Niederhaus     | Passau-Altstadt  | Höhenburg (Spornburg)                                                                               | um 1250, vermutlich Vorgängerbebauung                                            | Erhalten, in Privatbesitz, nicht zugänglich                                     |      |
| Veste Oberhaus       | Passau-Altstadt  | Höhenburg (Spornburg) der Passauer Fürstbischöfe                                                    | 1219                                                                             | Erhalten, heute im Besitz der Stadt Passau, beherbergt das Oberhausmuseum       |      |
| Burgstall Walding    | Passau-Walding   | Höhenburg (Spornburg) oder Abschnittsbefestigung                                                    | Hochmittelalterlich oder vor- und frühgeschichtlich                              | Abgegangen                                                                      |      |

### Straubing
| Name                       | Ort                      | Typ                                                | Entstehungszeit                    | Erhaltungszustand und heutige Nutzung                                                         | Bild           |
| -------------------------- | ------------------------ | -------------------------------------------------- | ---------------------------------- | --------------------------------------------------------------------------------------------- | -------------- |
| Azlburg                    | Straubing                | Niederungsburg                                     | 1325 erstmals erwähnt              | Abgegangen, heute Kloster Azlburg an derselben Stelle                                         |                |
| Straubinger Herzogsschloss | Straubing                | Schloss, Residenz der Herzöge von Bayern-Straubing | 1356, vermutlich Vorgängerbebauung | Sitz des Finanzamts und des Gesundheitsamts, beherbergt auch Stadtbibliothek und Stadtarchiv. | weitere Bilder |
| Loichinger-Schlössl        | Straubing                | Stadtschloss                                       | 1752–55                            | Zweigeschossiger Mansardwalmdachbau, jetzt Standesamt                                         |                |
| Pandurenschlössl           | Straubing                | Zweigeschossiger Walmdachbau                       | um 1700                            | Zweigeschossiger Walmdachbau, überbaut                                                        |                |
| Schloss Unterzeitldorn     | Straubing-Unterzeitldorn | Dreigeschossiger Steildachbau                      | im Kern spätmittelalterlich        | Überbauter Schlossrest                                                                        |                |

### Landkreis Deggendorf
| Name                               | Ort                                                                             | Typ                                                                                 | Entstehungszeit                                                                             | Erhaltungszustand und heutige Nutzung                                             | Bild |
| ---------------------------------- | ------------------------------------------------------------------------------- | ----------------------------------------------------------------------------------- | ------------------------------------------------------------------------------------------- | --------------------------------------------------------------------------------- | ---- |
| Abschnittsbefestigung Aholming     | Aholming                                                                        | Abschnittsbefestigung                                                               | Vor- und frühgeschichtlich                                                                  | Abgegangen                                                                        |      |
| Ringwall Aurolfing                 | Forsthart-Künzing-Flur „Hart“                                                   | Ringwall                                                                            | Frühmittelalterlich                                                                         | Abgegangen, 200 × 110 Meter großes Wall-Graben-Wall-System erhalten               |      |
| Burgstall Bürg                     | Oberpöring-Bürg                                                                 | Höhenburg (Spornburg)                                                               | Frühmittelalterlich                                                                         | Abgegangen, 400 Meter langer und bis zu 50 Meter breiter Halsgraben erhalten      |      |
| Abschnittsbefestigung Burgstall    | Moos-Burgstall                                                                  | Abschnittsbefestigung                                                               | Frühmittelalterlich                                                                         | Abgegangen, 250 Meter langer Abschnittswall erhalten                              |      |
| Burgruine Dobl                     | Winzer-Dobl                                                                     | Höhenburg (Spornburg)                                                               | vermutlich um 1300                                                                          | Burgruine, einige Mauerreste erhalten                                             |      |
| Schloss Egg                        | Bernried-Egg                                                                    | Burgschloss, vorher Wasserburg                                                      | 11. Jahrhundert, 1103 wurde der Burgadel erwähnt                                            | Erhalten, beherbergt heute ein Schlossmuseum                                      |      |
| Burg Flintsberg                    | Winzer-Flintsbach-„Weinleite“                                                   | Höhenburg (Spornburg)                                                               | Mittelalterlich                                                                             | Abgegangen                                                                        |      |
| Turmhügel Göttersdorf              | Osterhofen-Göttersdorf                                                          | Niederungsburg (Turmhügelburg)                                                      | Mittelalterlich                                                                             | Abgegangen, Turmhügel und ehemalige Schlosskapelle erhalten                       |      |
| Turmhügel Haardorf                 | Osterhofen-Haardorf, anstelle der katholischen Wallfahrtskirche Kreuzauffindung | Niederungsburg (Turmhügelburg)                                                      | Mittelalterlich                                                                             | Abgegangen, Turmhügel und Grabenstück erhalten                                    |      |
| Burgstall Hartham                  | Offenberg-Hartham                                                               | Höhenburg (Spornburg)                                                               | Mittelalterlich                                                                             | Abgegangen                                                                        |      |
| Burg Hengersberg                   | Hengersberg-„Frauenberg“                                                        | Höhenburg (Spornburg)                                                               | Mittelalterlich                                                                             | Abgegangen, ehemalige Schlosskapelle erhalten                                     |      |
| Schloss Himmelberg                 | Metten-„Himmelberg“                                                             | Schloss (Sommerschloss) der Äbte der nahe gelegenen Benediktinerabtei Sankt Michael | 1757 als Nachfolgebau eines Ältern Schlösschens                                             | Erhalten, der Festsaal des Schlösschens wird heute für Konzerte genutzt           |      |
| Burgstall Hinterreckenberg         | Winzer-Hinterreckenberg-„Reckenberg“                                            | Höhenburg (Spornburg)                                                               | Mittelalterlich                                                                             | Burgruine, einige Mauerreste erhalten                                             |      |
| Burgstall Holzberg                 | Hengersberg-Holzberg-Flur „Burghobel“                                           | Höhenburg (Spornburg)                                                               | Mittelalterlich                                                                             | Abgegangen                                                                        |      |
| Schloss Isarau                     | Aholming-Isarau                                                                 | Schloss                                                                             | Spätmittelalterlich                                                                         | Abgegangen                                                                        |      |
| Turmhügel Lettenbühl               | Otzing-Lailling-„Lettenbichel“                                                  | Niederungsburg (Turmhügelburg)                                                      | Mittelalterlich                                                                             | Abgegangen, fünf Meter hoher Turmhügel erhalten                                   |      |
| Schloss Moos                       | Moos                                                                            | Wasserschloss, vorher Burg                                                          | 1207 erstmals erwähnt                                                                       | Erhalten, nicht zugänglich                                                        |      |
| Burgruine Natternberg              | Deggendorf-Natternberg                                                          | Höhenburg (Gipfelburg)                                                              | schon um 1000 befestigte Siedlung, Ersterwähnung der Burg 1145                              | Burgruine, einige Mauerreste erhalten                                             |      |
| Burg Neuhausen                     | Offenberg-Neuhausen                                                             | Niederungsburg (Turmhügelburg)                                                      | Mittelalterlich                                                                             | Abgegangen, Turmhügel erhalten                                                    |      |
| Schloss Niederpöring               | Oberpöring-Niederpöring                                                         | Schloss                                                                             | Um 1700                                                                                     | Erhalten, dient heute als Rathaus                                                 |      |
| Schloss Oberndorf                  | Osterhofen-Oberndorf                                                            | Schloss, vorher Niederungsburg                                                      | Mittelalterlich                                                                             | Abgegangen                                                                        |      |
| Schloss Offenberg                  | Offenberg                                                                       | Schloss, zuvor Höhenburg                                                            | Mitte des 14. Jahrhunderts                                                                  | Erhalten, in Privatbesitz, wird für kulturelle Zwecke und Veranstaltungen genutzt |      |
| Schloss Ottmaring                  | Buchhofen-Ottmaring                                                             | Schloss, mit Vorgängerbauten                                                        | 1582                                                                                        | Erhalten                                                                          |      |
| Burg Otzing                        | Otzing                                                                          | Niederungsburg (Turmhügelburg, Wasserburg)                                          | Mittelalterlich                                                                             | Abgegangen                                                                        |      |
| Burgruine Pitzen                   | Bernried-Pitzen                                                                 | Höhenburg (Spornburg)                                                               | Mittelalterlich                                                                             | Burgruine, einige Mauerreste erhalten                                             |      |
| Schloss Ramsdorf                   | Wallerfing-Ramsdorf                                                             | Schloss, vorher Wasserburg (Reste des Wassergrabens als Weiher erhalten)            | Mittelalterlich (Geschlecht der „Ramsdorfer“ taucht in Urkunden ab dem 12. Jahrhundert auf) | Erhalten mit Umbauten des frühen 19. Jahrhunderts, seit 1909 als Pfarrhof genutzt |      |
| Burgstall Rohrberg                 | Hengersberg-„Rohrberg“                                                          | Höhenburg (Gipfelburg)                                                              | Mittelalterlich                                                                             | Abgegangen, durch die katholische Pfarrkirche St. Michael überbaut                |      |
| Ringwall Schlosshügel              | Schöllnach-Neuhofen-„Schlosshügel“                                              | Ringwall                                                                            | Frühmittelalterlich                                                                         | Abgegangen, Ringwall sowie Ringgraben erhalten                                    |      |
| Schloss Schöllnach                 | Schöllnach                                                                      | Schloss, vorher Wasserburg                                                          | Mittelalterlich                                                                             | Abgegangen                                                                        |      |
| Burgruine Schöllnstein             | Iggensbach-Schöllnstein                                                         | Höhenburg (Gipfelburg)                                                              | Mittelalterlich                                                                             | Burgruine, einige Mauerreste erhalten                                             |      |
| Abschnittsbefestigung Schwarzwöhr  | Aholming-Schwarzwöhr                                                            | Abschnittsbefestigung                                                               | Vor- und frühgeschichtlich                                                                  | Abgegangen                                                                        |      |
| Abschnittsbefestigung Steinkirchen | Stephansposching-Steinkirchen                                                   | Abschnittsbefestigung                                                               | Frühmittelalterlich                                                                         | Abgegangen                                                                        |      |
| Turmhügel Thundorf                 | Osterhofen-Thundorf                                                             | Niederungsburg (Turmhügelburg)                                                      | Mittelalterlich                                                                             | Abgegangen, Turmhügel modern überbaut                                             |      |
| Burgstall Ulrichsberg              | Grafling-Ulrichsberg                                                            | Höhenburg (Spornburg)                                                               | Mittelalterlich                                                                             | Abgegangen, Kapelle, Halsgraben und Mauerreste erhalten                           |      |
| Burgstall Wildenforst              | Offenberg-Wildenforst                                                           | Höhenburg (Spornburg)                                                               | Mittelalterlich                                                                             | Abgegangen                                                                        |      |
| Ruine Winzer (Oberwinzer)          | Winzer                                                                          | Höhenburg (Gipfelburg)                                                              | 11. Jahrhundert                                                                             | Burgruine                                                                         |      |
| Ringwall Wischlburg (Römerschanze) | Stephansposching-Wischlburg                                                     | Ringwall                                                                            | Frühmittelalterlich                                                                         | Abgegangen                                                                        |      |
| Burgstall Zierberg                 | Auerbach-Zierberg                                                               | Höhenburg (Spornburg)                                                               | Hochmittelalterlich                                                                         | Abgegangen                                                                        |      |

### Landkreis Dingolfing-Landau
| Name                               | Ort                                               | Typ                                            | Entstehungszeit                                                                            | Erhaltungszustand und heutige Nutzung                                                | Bild           |
| ---------------------------------- | ------------------------------------------------- | ---------------------------------------------- | ------------------------------------------------------------------------------------------ | ------------------------------------------------------------------------------------ | -------------- |
| Schloss Adldorf                    | Eichendorf-Adldorf                                | Schloss                                        | Frühneuzeitlich                                                                            | Erhalten                                                                             | weitere Bilder |
| Burgstall Amberg                   | Simbach-Amberg                                    | Höhenburg (Ebenerdiger Ansitz, Spornburg)      | Mittelalterlich                                                                            | Abgegangen, Wallgraben erhalten                                                      |                |
| Turmhügel Bruckhof                 | Mengkofen-Bruckhof                                | Höhenburg (Turmhügelburg)                      | Mittelalterlich                                                                            | Abgegangen, Turmhügel heute verebnet                                                 |                |
| Burgstall Burg                     | Eichendorf-Burg                                   | Höhenburg (Spornburg)                          | Mittelalterlich                                                                            | Abgegangen, Wall- und Grabenreste erhalten                                           |                |
| Burgstall bei Burgstall            | Eichendorf-Burgstall                              | Höhenburg (Spornburg)                          | Mittelalterlich                                                                            | Abgegangen, Wallrest erhalten, sonst überbaut                                        |                |
| Herzogsburg Dingolfing             | Dingolfing                                        | Höhenburg?                                     | Mittelalterlich                                                                            | Erhalten, Nutzung als Museum und für Trauungen und Veranstaltungen                   |                |
| Turmhügel Das Pürgel               | Reisbach-Untergünzkofen                           | Niederungsburg (Turmhügelburg)                 | Mittelalterlich                                                                            | Abgegangen, Turmhügel mit einem Durchmesser von 15 Meter erhalten                    |                |
| Turmhügel Freinberg                | Marklkofen-Freinberg (Marklkofen)                 | Niederungsburg (Turmhügelburg)                 | Mittelalterlich                                                                            | Abgegangen                                                                           |                |
| Schloss Großköllnbach              | Pilsting-Großköllnbach                            | Schloss, zuvor Turmhügelburg                   | Schloss 16./17. Jahrhundert, Burg mittelalterlich                                          | Erhalten                                                                             |                |
| Burgstall Georgenschwimmbach       | Frontenhausen-Georgenschwimmbach-Waldflur „Kager“ | Höhenburg (Ebenerdiger Ansitz, Spornburg)      | Mittelalterlich                                                                            | Abgegangen                                                                           |                |
| Turmhügel Großköllnbach            | Pilsting-Großköllnbach                            | Niederungsburg (Turmhügelburg)                 | Mittelalterlich                                                                            | Abgegangen, Turmhügel mit einem Durchmesser von 22 Meter erhalten                    |                |
| Turmhügel Grünbach                 | Reisbach-Grünbach                                 | Niederungsburg (Turmhügelburg)                 | Mittelalterlich                                                                            | Abgegangen, Turmhügel mit einem Durchmesser von 20 Meter erhalten                    |                |
| Burgstall Hackl                    | Marklkofen-Hackl                                  | Höhenburg (Ebenerdiger Ansitz, Spornburg)      | Mittelalterlich                                                                            | Abgegangen                                                                           |                |
| Schloss Hackerskofen               | Hackerskofen-Gottfrieding                         | Niederungsburg                                 | erbaut im 14. Jahrhundert                                                                  | Abgegangen                                                                           |                |
| Schloss Haidenkofen                | Wallersdorf-Haidenkofen                           | Schloss (Hofmarkschloss), zuvor Niederungsburg | Mittelalterlich                                                                            | Nebengebäude erhalten (restauriert)                                                  |                |
| Abschnittsbefestigung Haimerlberg  | Marklkofen-Weinberg-„Haimerlberg“                 | Abschnittsbefestigung                          | Vor- und frühgeschichtlich oder mittelalterlich-frühneuzeitlich                            | Abgegangen                                                                           |                |
| Burgstall Harburg                  | Pilsting-Harburg                                  | Niederungsburg                                 | Mittelalterlich oder frühneuzeitlich                                                       | Abgegangen                                                                           |                |
| Burgstall Heilberskofen            | Mamming-Heilberskofen                             | Niederungsburg                                 | Mittelalterlich                                                                            | Abgegangen                                                                           |                |
| Schloss Hofdorf                    | Mengkofen-Hofdorf                                 | Hofmarkschloss, zuvor Wasserburg               | Mittelalterlich                                                                            | Abgegangen                                                                           |                |
| Turmhügelburg Hütt                 | Eichendorf-Hütt                                   | Turmhügelburg                                  | Mittelalterlich                                                                            | Abgegangen                                                                           |                |
| Burgstall Indersbach               | Eichendorf-Indersbach-„Haager Holz“               | Höhenburg (Ebenerdiger Ansitz, Spornburg)      | Mittelalterlich                                                                            | Abgegangen                                                                           |                |
| Turmhügel Kattenbach               | Moosthenning-Kattenbach                           | Niederungsburg (Turmhügelburg, Wasserburg)     | Mittelalterlich                                                                            | Abgegangen, Wassergraben erhalten                                                    |                |
| Burgstall Landau an der Isar       | Landau an der Isar                                | Höhenburg (Spornburg)                          | Mittelalterlich                                                                            | Abgegangen                                                                           |                |
| Schloss Leonsberg                  | Pilsting-Leonsberg                                | Schloss, zuvor Höhenburg                       | 1160–1170                                                                                  | 1789 abgetragen, Kellergewölbe erhalten                                              |                |
| Burgstall Lichtenegg               | Frontenhausen-Lichtenegg                          | Höhenburg (Spornburg)                          | Mittelalterlich                                                                            | Abgegangen, Burgstall verebnet                                                       |                |
| Turmhügel Loitersdorf              | Frontenhausen-Loitersdorf                         | Niederungsburg (Turmhügelburg)                 | Mittelalterlich                                                                            | Abgegangen, Turmhügel mit Vorburgareal erhalten                                      |                |
| Burgstall Marklkofen I             | Marklkofen                                        | Niederungsburg (Wasserburg)                    | Mittelalterlich                                                                            | Abgegangen, größtenteils verebnet und überbaut                                       |                |
| Burgstall Marklkofen II            | Marklkofen                                        | Niederungsburg (Wasserburg)                    | Mittelalterlich                                                                            | Abgegangen, größtenteils verebnet                                                    |                |
| Burgstall bei Marklkofen           | Marklkofen                                        | Niederungsburg (Wasserburg)                    | Mittelalterlich                                                                            | Abgegangen, heute verebnet                                                           |                |
| Schloss Marklkofen                 | Marklkofen                                        | Ansitz                                         | Mittelalterlich                                                                            | Abgegangen                                                                           |                |
| Turmhügel Marklkofen               | Marklkofen                                        | Niederungsburg (Turmhügelburg)                 | Mittelalterlich                                                                            | Abgegangen, Turmhügel größtenteils verebnet                                          |                |
| Schloss Mengkofen                  | Mengkofen                                         | ehemaliges Schloss                             | nach Brand 1842 erbaut                                                                     | Erhalten, Kloster der Barmherzigen Schwestern vom heiligen Kreuz                     |                |
| Schloss Moosthenning               | Moosthenning                                      | ehemaliges Schloss                             | 1531                                                                                       | 1648 zerstört, 1850 abgetragen                                                       |                |
| Ansitz Mülberg                     | Eichendorf-Mildenberg                             | Ansitz                                         | Mittelalterlich                                                                            | Abgegangen                                                                           |                |
| Turmhügel Niederhöcking            | Landau an der Isar-Niederhöcking                  | Niederungsburg (Turmhügelburg)                 | Mittelalterlich                                                                            | Abgegangen, Turmhügel verebnet                                                       |                |
| Turmhügel Oberhausen               | Reisbach-Oberhausen                               | Niederungsburg (Turmhügelburg)                 | Mittelalterlich                                                                            | Abgegangen                                                                           |                |
| Abschnittsbefestigung Oberholsbach | Moosthenning-Oberholsbach-„Oberholzbacher Holz“   | Abschnittsbefestigung                          | Frühmittelalterlich                                                                        | Abgegangen, zwei Wallgraben erhalten                                                 |                |
| Burgstall Obertaisbach             | Loiching-Oberteisbach-„Schermauerholz“            | Höhenburg (Ebenerdiger Ansitz, Spornburg)      | Mittelalterlich                                                                            | Abgegangen                                                                           |                |
| Burgstall Obertunding              | Mengkofen-Obertunding                             | Höhenburg (Spornburg)                          | Mittelalterlich                                                                            | Abgegangen                                                                           |                |
| Turmhügel Petzenbach               | Eichendorf-Petzenbach                             | Niederungsburg (Turmhügelburg)                 | Mittelalterlich                                                                            | Abgegangen, Turmhügel mit einem Durchmesser von 35 Meter erhalten                    |                |
| Schloss Poxau                      | Marklkofen-Poxau                                  | Schloss, später Kloster                        | Mittelalterlich                                                                            | Erhalten                                                                             |                |
| Turmhügel Poxau                    | Marklkofen-Poxau                                  | Niederungsburg (Turmhügelburg)                 | Mittelalterlich                                                                            | Abgegangen, Turmhügel mit der Kalvarienbergkapelle Schmerzhafte Mutter Gottes bebaut |                |
| Burgstall Puchhausen               | Mengkofen-Puchhausen                              | Niederungsburg (Wasserburg)                    | Mittelalterlich                                                                            | Abgegangen                                                                           |                |
| Turmhügel Rampoldstetten           | Frontenhausen-Rampoldstetten                      | Niederungsburg (Turmhügelburg)                 | Mittelalterlich                                                                            | Abgegangen, Turmhügel heute verebnet                                                 |                |
| Turmhügel Rasch                    | Mengkofen-Rasch                                   | Höhenburg (Turmhügelburg)                      | Mittelalterlich                                                                            | Abgegangen                                                                           |                |
| Schloss Reichstorf                 | Eichendorf-Reichstorf                             | Hofmarkschloss                                 | Frühneuzeitlich                                                                            | Abgegangen                                                                           |                |
| Burgstall Rengersdorf              | Eichendorf-Rengersdorf                            | Niederungsburg (Wasserburg)                    | Mittelalterlich                                                                            | Abgegangen, quadratische Burgstelle vom Ötzgraben durchflossen, heute verebnet       |                |
| Burgstall Rohrbach                 | Eichendorf-Rohrbach-Flur „Schlossäcker“           | Niederungsburg (Wasserburg)                    | Mittelalterlich                                                                            | Abgegangen, Grabenreste erhalten                                                     |                |
| Burgstall Rosenau                  | Mamming-Rosenau                                   | Niederungsburg                                 | Mittelalterlich                                                                            | Abgegangen                                                                           |                |
| Ringwall Schanz                    | Pilsting-Schanz                                   | Ringwall                                       | Vorgeschichtlich oder frühmittelalterlich                                                  | Abgegangen                                                                           |                |
| Burgstall Schanze (Römerschanze)   | Frontenhausen-Haag                                | Höhenburg (Spornburg)                          | Mittelalterlich                                                                            | Abgegangen                                                                           |                |
| Ringwall Schanze                   | Mengkofen-Vogelsang-„Petzholz“                    | Ringwall                                       | Frühmittelalterlich                                                                        | Abgegangen                                                                           |                |
| Schloss Schermau                   | Dingolfing-Schermau                               | Schloss (Hofmarkschloss)                       | 18. Jahrhundert                                                                            | Erhalten                                                                             |                |
| Burgstall Schlossberg              | Dingolfing-Unterbubach-„Schlossberg“              | Höhenburg (Spornburg)                          | Mittelalterlich                                                                            | Abgegangen, zwei Gräben erhalten                                                     |                |
| Burgstall Schlossberg              | Marklkofen-Mülleröd-„Schlossberg“                 | Höhenburg (Ebenerdiger Ansitz, Spornburg)      | Mittelalterlich                                                                            | Abgegangen                                                                           |                |
| Burgstall Schlossberg              | Reisbach-Grünbach-„Schlossberg“                   | Höhenburg (Spornburg)                          | Mittelalterlich                                                                            | Abgegangen, zweiteiliger Burgstall mit Wall und Graben erhalten                      |                |
| Burgstall Schlossberg              | Moosthenning-Unterholsbach-„Schlossberg“          | Höhenburg (Spornburg)                          | Mittelalterlich                                                                            | Abgegangen, Halsgraben erhalten                                                      |                |
| Burgstall Seemannskirchen          | Mamming-Seemannskirchen                           | Höhenburg (Spornburg)                          | Mittelalterlich                                                                            | Abgegangen                                                                           |                |
| Schloss Teisbach                   | Dingolfing-Teisbach                               | Schloss, zuvor Höhenburg                       | Erste Befestigung im Frühmittelalter, heutige Gebäude größtenteils aus dem 19. Jahrhundert | Erhalten, im Besitz der Stadt Dingolfing                                             |                |
| Altes Schloss Thürnthenning        | Moosthenning-Thürnthenning                        | Hofmarkschloss                                 | Mittelalterlich                                                                            | Abgegangen                                                                           |                |
| Neues Schloss Thürnthenning        | Moosthenning-Thürnthenning                        | Hofmarkschloss                                 | Mittelalterlich                                                                            | Abgegangen                                                                           |                |
| Schloss Tunzenberg                 | Mengkofen-Tunzenberg                              | Schloss                                        | Um 1570, während des 19. Jahrhunderts umgebaut                                             | Erhalten                                                                             |                |
| Burgstall Unterframmering          | Landau an der Isar-Unterframmering                | Höhenburg (Spornburg)                          | Mittelalterlich                                                                            | Abgegangen, Burgstall heute verebnet                                                 |                |
| Burgstall Untergries               | Reisbach-Untergries                               | Höhenburg (Spornburg)                          | Mittelalterlich                                                                            | Abgegangen, größtenteils verebnet                                                    |                |
| Abschnittsbefestigung Usterling    | Landau an der Isar-Usterling-„Haidlohfeld“        | Abschnittsbefestigung                          | Frühmittelalterlich                                                                        | Abgegangen, 250 mal 80 Meter große Wallanlage erhalten                               |                |
| Ringwall Vogelsang                 | Mengkofen-Vogelsang-„Schanze“                     | Ringwall                                       | Frühmittelalterlich                                                                        | Abgegangen                                                                           |                |
| Turmhügel Vogelsang                | Mengkofen-Vogelsang                               | Höhenburg (Turmhügelburg)                      | Mittelalterlich                                                                            | Abgegangen                                                                           |                |
| Schloss Warth                      | Marklkofen-Warth                                  | Schloss                                        | 16. Jahrhundert                                                                            | Erhalten                                                                             |                |
| Turmhügel Weiher                   | Marklkofen-Weiher                                 | Niederungsburg (Turmhügelburg)                 | Mittelalterlich                                                                            | Abgegangen, Turmhügel verebnet                                                       |                |
| Turmhügel Wettersdorf              | Frontenhausen-Wettersdorf                         | Niederungsburg (Turmhügelburg)                 | Mittelalterlich                                                                            | Abgegangen, Turmhügel verebnet                                                       |                |
| Schloss Wildthurn                  | Landau an der Isar-Wildthurn                      | Schloss                                        | Mittelalterlich                                                                            | Erhalten                                                                             |                |
| Turmhügel Witzeldorf               | Frontenhausen-Witzeldorf                          | Niederungsburg (Turmhügelburg)                 | Mittelalterlich                                                                            | Abgegangen, Turmhügel mit der katholischen Kirche St. Margareta bebaut               |                |
| Abschnittsbefestigung Wirtsberg    | Eichendorf-Aufhausen-„Wirtsberg“                  | Abschnittsbefestigung                          | Vor- und frühgeschichtlich                                                                 | Abgegangen, Wallgraben erhalten                                                      |                |
| Schloss Wocka                      | Niederviehbach-Wocka                              | Schloss, zuvor Wasserburg                      | Burg Mittelalterlich, Schloss 18. Jahrhundert                                              | Erhalten                                                                             |                |
| Turmhügel Wocka                    | Niederviehbach-Wocka                              | Wasserburg                                     | mittelalterlich                                                                            | großteils eingeebnet                                                                 |                |
| Turmhügel Zanklau                  | Landau an der Isar-Zanklau                        | Höhenburg (Turmhügelburg)                      | Mittelalterlich                                                                            | Abgegangen                                                                           |                |

### Landkreis Freyung-Grafenau
| Name                                       | Ort                            | Typ                                                          | Entstehungszeit                                                                       | Erhaltungszustand und heutige Nutzung                                                      | Bild |
| ------------------------------------------ | ------------------------------ | ------------------------------------------------------------ | ------------------------------------------------------------------------------------- | ------------------------------------------------------------------------------------------ | ---- |
| Schloss Bärnstein                          | Grafenau-Bärnstein             | Schloss, zuvor Höhenburg (Spornburg) der Grafen von Formbach | Anfang 12. Jahrhundert                                                                | Abgegangen, nur wenige Mauerreste erhalten                                                 |      |
| Schloss Biebereck                          | Perlesreut-Bibereck            | Schloss (Hofmarkschloss), zuvor Höhenburg                    |                                                                                       | Abgegangen                                                                                 |      |
| Burgruine Dießenstein                      | Saldenburg-Dießenstein         | Höhenburg (Spornburg)                                        | Während des 14. Jahrhunderts erwähnt, vermutlich aber schon im 12. Jahrhundert erbaut | Burgruine, saniert, in Privatbesitz, kann aber besichtigt werden                           |      |
| Schloss Eberhardsreuth                     | Schönberg-Eberhardsreuth       | Schloss (Wasserschloss), vorher Burg                         | Das heutige Schloss wurde im Jahr 1639 errichtet                                      | Erhalten                                                                                   |      |
| Schloss Fürstberg                          | Eppenschlag-Fürstberg          | Schloss (Hofmarkschloss)                                     | Mitte des 17. Jahrhunderts                                                            | Erhalten                                                                                   |      |
| Schloss Fürsteneck (Bayern)                | Fürsteneck                     | Burgschloss                                                  | um 1200                                                                               | Erhalten, beherbergt heute einen Landgasthof mit Restaurant und Übernachtungsmöglichkeiten |      |
| Burgstall Geyersberg                       | Freyung-Geyersberg             | Höhenburg (Spornburg)                                        | Mittelalterlich                                                                       | Abgegangen                                                                                 |      |
| Burg Großwiesen                            | Röhrnbach-Großwiesen           | Höhenburg (Hügelburg)                                        | 13. Jahrhundert                                                                       | Abgegangen, nur wenige Mauerreste erhalten                                                 |      |
| Schloss Haus                               | Grafenau-Haus im Wald          | Schloss, zuvor Burg                                          | 13. Jahrhundert, nach Brand 1551 neu errichtet                                        | Erhalten                                                                                   |      |
| Burgruine Kaltenstein                      | Röhrnbach-Kaltenstein          | Höhenburg (Hügelburg)                                        | 1389 erbaut                                                                           | Burgruine, nur der Bergfried ist erhalten aber nicht zugänglich                            |      |
| Schloss Klebstein                          | Schönberg-Klebstein            | Schloss, zuvor Höhenburg                                     | Burg mittelalterlich, Schloss frühneuzeitlich                                         | Abgegangen                                                                                 |      |
| Burgstall Lobenstein                       | Röhrnbach-Lobenstein           | Höhenburg (Spornburg)                                        | Mittelalterlich                                                                       | Abgegangen                                                                                 |      |
| Burgruine Neuenbuchberg                    | Hohenau-Buchberg               | Höhenburg (Spornburg)                                        | um 1375 erbaut                                                                        | Burgruine                                                                                  |      |
| Burgstall Neuhaus                          | Röhrnbach-Pötzerreut           | Höhenburg (Spornburg)                                        | Spätmittelalterlich                                                                   | Abgegangen, Burgstall verebnet                                                             |      |
| Schloss Rammelsberg                        | Schönberg-Rammelsberg          | Schloss, zuvor Höhenburg                                     | 13. Jhd.                                                                              | Abgegangen                                                                                 |      |
| Schloss Ranfels                            | Zenting-Ranfels                | Schloss, zuvor Höhenburg (Spornburg)                         | 12. oder 13. Jahrhundert                                                              | Teilweise erhalten                                                                         |      |
| Burgstall Saßbach                          | Waldkirchen-Saßbach-„Saßberg“  | Höhenburg (Spornburg)                                        | Mittelalterlich oder frühneuzeitlich                                                  | Abgegangen                                                                                 |      |
| Burg Saldenburg                            | Saldenburg                     | Höhenburg (Gipfelburg)                                       | 14. Jahrhundert                                                                       | Erhalten oder wesentliche Teile erhalten, heute Jugendherberge                             |      |
| Burg Scharten                              | Thurmansbang-Scharten          | Höhenburg                                                    | Hochmittelalterlich, 1152 erwähnt                                                     | Abgegangen                                                                                 |      |
| Burg Schauenstein                          | Schönberg-Saunstein-„Koksberg“ | Höhenburg                                                    | 1223 erwähnt                                                                          | Abgegangen, durch Steinbruch zerstörter Burgstall                                          |      |
| Schloss Schlossberg (Redeben)              | Perlesreut-Empertsreut         | Schloss (Hofmarkschloss), zuvor Burg                         |                                                                                       | Abgegangen                                                                                 |      |
| Burgstall Wildenstein (Burg Altenbuchberg) | Hohenau-Buchberg               | Höhenburg                                                    | um 1200                                                                               | Abgegangen                                                                                 |      |
| Schloss Wolfstein                          | Freyung                        | Burgschloss                                                  | Zwischen 1199 und 1204 erbaut                                                         | Erhalten, beherbergt u. a. eine Kunstsammlung und ein Museum                               |      |

### Landkreis Kelheim
| Name                                            | Ort                                                       | Typ | Entstehungszeit                                                                  | Erhaltungszustand und heutige Nutzung                                                 | Bild           |
| ----------------------------------------------- | --------------------------------------------------------- | --- | -------------------------------------------------------------------------------- | ------------------------------------------------------------------------------------- | -------------- |
| Burg Abbach                                     | Bad Abbach-„Schlossberg“                                  | Höhenburg (Gipfelburg), zuvor Ringwallanlage                                                                                               | Frühmittelalterlich                                                              | Burgruine, Bergfried und Grundmauerreste erhalten                                     |                |
| Burg Abensberg                                  | Abensberg                                                 | Niederungsburg | Mittelalterlich                                                                  | Erhalten                                                                              |                |
| Schloss Adlhausen                               | Langquaid-Adlhausen                                       | Wasserschloss, zuvor Niederungsburg | Burg hochmittelalterlich, Schloss während des 17. Jahrhunderts neu erbaut        | Erhalten                                                                              |                |
| Schloss Affecking                               | Affecking                                                 | Wasserschloss, zuvor Niederungsburg | Burg hochmittelalterlich, Schloss neuzeitlich                                    | Abgegangen                                                                            |                |
| Schloss Aicholding                              | Riedenburg-Aicholding                                     | Schloss, zuvor Niederungsburg | Burg hochmittelalterlich, Schloss neuzeitlich                                    | Erhalten                                                                              |                |
| Schloss Aiglsbach                               | Aiglsbach                                                 | Wasserschloss, zuvor Niederungsburg (Wasserburg)                                                                                           | Burg hochmittelalterlich, Schloss neuzeitlich                                    | Abgegangen                                                                            |                |
| Burg Altenhinzenhausen                          | Riedenburg-Thann-Flur „Sinzenhauserin“                    | Höhenburg (Spornburg) | Mittelalterlich                                                                  | Abgegangen                                                                            |                |
| Turmhügel Altessing                             | Essing-Altessing-Über der Höhle Schulerloch               | Höhenburg (Turmhügelburg) | Mittelalterlich                                                                  | Abgegangen, quadratischer Wallrest erhalten                                           |                |
| Burgstall Altmühlmünster                        | Riedenburg-Altmühlmünster                                 | Höhenburg (Spornburg, Ebenerdiger Ansitz)                                                                                                  | Mittelalterlich                                                                  | Abgegangen, angefangener Halsgraben erhalten                                          |                |
| Burg Arnhofen                                   | Abensberg-Arnhofen                                        | Niederungsburg (Wasserburg, Turmhügelburg ?)                                                                                               | Mittelalterlich                                                                  | Abgegangen, keine Reste erhalten                                                      |                |
| Turmhügel Aunkofen                              | Abensberg-Aunkofen                                        | Niederungsburg (Turmhügelburg, Wasserburg)                                                                                                 | Vermutlich 11. Jahrhundert                                                       | Abgegangen, ringförmiger Wassergraben und Wehrmauer erhalten                          |                |
| Burg Berghausen                                 | Aiglsbach-Berghausen                                      | Niederungsburg (Wasserburg, Turmhügelburg ?)                                                                                               | Mittelalterlich                                                                  | Abgegangen, späteres Maierhaus (Schloss) erhalten                                     |                |
| Burg Biburg                                     | Biburg-Kloster Biburg                                     | Höhenburg (Turmhügelburg ?), zuvor vermutlich Ringwallanlage                                                                               | Ringwallanlage frühmittelalterlich, Burg hochmittelalterlich                     | Abgegangen, durch das Kloster überbaut                                                |                |
| Abschnittsbefestigung Bürg                      | Neustadt an der Donau-Irnsing-„Kiefing“                   | Abschnittsbefestigung | Frühmittelalterlich                                                              | Abgegangen, Wall- und Grabenzüge erhalten                                             |                |
| Abschnittsbefestigung Bürg                      | Volkenschwand-Bürg                                        | Abschnittsbefestigung | Frühmittelalterlich                                                              | Abgegangen, Wall- und Grabenzüge der 130 × 130 Meter messenden Anlage erhalten        |                |
| Ringwall Burgstall                              | Wildenberg-Willersdorf-„Koppenberg“                       | Ringwallanlage | Frühmittelalterlich                                                              | Abgegangen, Ringwall- und Grabenzüge erhalten                                         |                |
| Burg Deising                                    | Riedenburg-Deising                                        | Mögliche Höhenburg (Spornburg) | Ortsadel seit dem 12. Jahrhundert genannt                                        | Abgegangen, Burgstelle lag wohl bei der Katholischen Filialkirche St. Nikolaus        |                |
| Burgstall im Dürnbucher Forst I                 | Dürnbucher Forst-„Am Gländer“                             | Niederungsburg (Ebenerdiger Ansitz) | Mittelalterlich                                                                  | Abgegangen, Wall- und Grabenzüge erhalten                                             |                |
| Burgstall im Dürnbucher Forst II                | Dürnbucher Forst-„Buchenstock“                            | Niederungsburg (Wasserburg) | Mittelalterlich                                                                  | Abgegangen, Wall- und Grabenzüge erhalten                                             |                |
| Burg Eggersberg                                 | Riedenburg-Obereggersberg                                 | Höhenburg (Spornburg) | 13. Jahrhundert                                                                  | Burgruine, Bergfried teilweise erhalten                                               |                |
| Schloss Eggersberg                              | Riedenburg-Obereggersberg                                 | Schloss | Anfang 17. Jahrhundert                                                           | Erhalten                                                                              |                |
| Burg Flügelsberg                                | Riedenburg-Flügelsberg                                    | Höhenburg (Spornburg) | 1228 erstmals genannt                                                            | Abgegangen                                                                            |                |
| Burg Gasseltshausen (Römerturm)                 | Aiglsbach-Gasseltshausen                                  | Niederungsburg (Turmhügelburg ?) | Hochmittelalterlich                                                              | Abgegangen, Wohnturm erhalten, dient heute als Ortskirche                             | weitere Bilder |
| Abschnittsbefestigung Geisberg                  | Mainburg-Sandelzhausen-„Geisberg“                         | Abschnittsbefestigung | Frühmittelalterlich                                                              | Abgegangen, Hanggraben erhalten                                                       |                |
| Schloss Gitting                                 | Langquaid-Niederleierndorf                                | Wasserschloss, zuvor Niederungsburg | Mittelalterlich                                                                  | Abgegangen, trapezförmige Grabenanlage erhalten                                       |                |
| Abschnittsbefestigung Grabmühle                 | Mainburg-Grabmühle                                        | Abschnittsbefestigung | Frühmittelalterlich                                                              | Abgegangen, nur noch eine grabenartige Mulde erhalten                                 |                |
| Burg Geißelbach                                 | Train                                                     | Höhenburg | Vermutlich 12. Jahrhundert                                                       | Abgegangen                                                                            |                |
| Burgruine Harlanden                             | Riedenburg-Harlanden                                      | Niederungsburg | Hochmittelalterlich                                                              | Burgruine, Bergfried teilweise erhalten                                               |                |
| Haslsteiner Sitz                                | Bad Abbach-Dünzling                                       | Niederungsburg | Um 1190 erstmals urkundlich erwähnt                                              | Abgegangen                                                                            |                |
| Schloss Herrngiersdorf                          | Herrngiersdorf                                            | Wasserschloss, zuvor Niederungsburg | Im Jahr 1131 erstmals erwähnt, 1709 neu erbaut                                   | Erhalten, in Privatbesitz                                                             | weitere Bilder |
| Turmhügel Herrngiersdorf                        | Herrngiersdorf                                            | Niederungsburg (Turmhügelburg) | Hochmittelalterlich                                                              | Abgegangen, Turmhügel mit einem Durchmesser von 14 Metern und ein Ringgraben erhalten |                |
| Burg Hienheim                                   | Hienheim                                                  | Niederungsburg | Hochmittelalterlich                                                              | Abgegangen                                                                            |                |
| Wehrkirche Hienheim                             | Hienheim                                                  | Wehrkirche | Hochmittelalterlich                                                              | Erhalten                                                                              |                |
| Abschnittsbefestigung Hohe Wacht                | Riedenburg-Deising-„Roßkopf“                              | Abschnittsbefestigung | Frühmittelalterlich                                                              | Abgegangen, Wall- und Grabenzüge erhalten                                             |                |
| Turmhügel Horneck                               | Elsendorf-Horneck                                         | Niederungsburg (Turmhügelburg) | Hochmittelalterlich                                                              | Abgegangen, pyramidenstumpfförmiger Turmhügel erhalten                                |                |
| Schloss Irnsing                                 | Neustadt an der Donau-Irnsing                             | Schloss, zuvor Burg | Schloss von 1677                                                                 | Erhalten                                                                              |                |
| Schloss Kapfelberg                              | Kelheim-Kapfelberg                                        | Schloss, zuvor Burg | Burg hochmittelalterlich, Schloss um 1700                                        | Erhalten                                                                              |                |
| Burg Kelheim                                    | Kelheim                                                   | Niederungsburg, später Schloss (Herzogsschloss)                                                                                            | Um 1000                                                                          | Abgegangen, Bergfriedreste erhalten                                                   |                |
| Burg Leibersdorf                                | Volkenschwand-Leibersdorf                                 | Niederungsburg (Wasserburg) | Zwischen 1150 und 1250                                                           | Abgegangen                                                                            |                |
| Burg Leitenbach                                 | Mainburg-Leitenbach                                       | Niederungsburg (Turmhügelburg) | Hochmittelalterlich                                                              | Abgegangen, Burgstall verebnet                                                        |                |
| Burg Lindkirchen                                | Mainburg-Lindkirchen                                      | Niederungsburg (Turmhügelburg) | Hochmittelalterlich                                                              | Abgegangen, Burgstall verebnet                                                        |                |
| Schloss Maierhofen                              | Painten-Maierhofen                                        | Schloss, zuvor Burg | Burg mittelalterlich, Schloss neuzeitlich                                        | Erhalten                                                                              |                |
| Burg Mainburg                                   | Mainburg                                                  | Höhenburg (Turmhügelburg), zuerst als Ringwallanlage erbaut, dann als Turmhügelburg neu errichtet, anschließend um 1280 als Burg ausgebaut | Frühmittelalterlich                                                              | Abgegangen                                                                            |                |
| Burgstall Mantelkirchen                         | Kirchdorf-Mantelkirchen-„Im Brandl“                       | Höhenburg (Spornburg) | Hochmittelalterlich                                                              | Abgegangen, Halsgraben erhalten                                                       |                |
| Burg Marching                                   | Neustadt an der Donau-Marching                            | Höhenburg | Vermutlich Ende des 13. Jahrhunderts                                             | Abgegangen, Turmrest erhalten, sogenannter Feiglturm                                  |                |
| Wehrkirche Marching                             | Neustadt an der Donau-Marching                            | Wehrkirche | Hochmittelalterlich                                                              | Erhalten, Reste der Friedhofsbefestigung noch erhalten                                |                |
| Burg Meilenhofen                                | Mainburg-Meilenhofen                                      | Niederungsburg (Wasserburg) | Hochmittelalterlich                                                              | Abgegangen                                                                            |                |
| Burgstall Mitterfecking                         | Saal an der Donau-Mitterfecking                           | Höhenburg (Spornburg) | Frühmittelalterlich                                                              | Abgegangen, Gräben erhalten                                                           |                |
| Burgstall Moosholz                              | Mainburg-Leuchtenburg                                     | Höhenburg (Ebenerdiger Ansitz) | Mittelalterlich                                                                  | Abgegangen, Ringwall erhalten                                                         |                |
| Burgstall Neuhausen                             | Volkenschwand-Neuhausen-„Kirchberg“                       | Höhenburg (Spornburg) | Mittelalterlich                                                                  | Abgegangen                                                                            |                |
| Turmhügel Niederumelsdorf                       | Siegenburg-Niederumelsdorf                                | Niederungsburg (Turmhügelburg, Wasserburg)                                                                                                 | Mittelalterlich                                                                  | Abgegangen, ringförmiger Wassergraben erhalten                                        |                |
| Turmhügel Obermondsberg                         | Rohr in Niederbayern-Obermondsberg-Flur „Schlossbergwald“ | Niederungsburg (Vermutlich Turmhügelburg)                                                                                                  | Mittelalterlich                                                                  | Abgegangen, pyramidenstumpfförmiger Turmhügel erhalten                                |                |
| Ringwall Öchslhof (Keltenschanze, Römerschanze) | Mainburg-Öchslhof-„Keltenschanze“                         | Ringwallanlage | Vor- und frühgeschichtlich oder frühmittelalterlich                              | Abgegangen, nur noch anhand Böschungsränder erkennbar                                 |                |
| Schloss Offenstetten                            | Abensberg-Offenstetten                                    | Schloss, zuvor Niederungsburg | Burg mittelalterlich, Schloss neuzeitlich                                        | Erhalten                                                                              | weitere Bilder |
| Schloss Peterfecking                            | Saal an der Donau-Peterfecking                            | Schloss, zuvor Niederungsburg | Burg mittelalterlich, Schloss neuzeitlich                                        | Reste erhalten                                                                        |                |
| Burg Poikam                                     | Bad Abbach-Poikam                                         | Niederungsburg | Hochmittelalterlich                                                              | Abgegangen                                                                            |                |
| Burg Prunn                                      | Riedenburg-Prunn                                          | Höhenburg (Spornburg) | 1037 erstmals genannt                                                            | Erhalten                                                                              |                |
| Burgruine Rabenstein                            | Riedenburg                                                | Höhenburg (Spornburg) | Vermutlich Anfang des 12. Jahrhunderts                                           | Burgruine, größere Mauerreste erhalten                                                |                |
| Burg Randeck                                    | Essing-Randeck                                            | Höhenburg | Platz schon im 10. Jahrhundert befestigt, heutige Burg 11. oder 12. Jahrhundert  | Burgruine, große Teile, darunter die des Bergfriedes, erhalten                        |                |
| Schloss Ratzenhofen                             | Elsendorf-Ratzenhofen                                     | Schloss, zuvor Niederungsburg | Burg mittelalterlich, Schloss neuzeitlich                                        | Erhalten                                                                              |                |
| Schloss Rosenburg                               | Riedenburg                                                | Burgschloss, zuvor Höhenburg der Grafen von Riedenburg                                                                                     | 12. Jahrhundert                                                                  | Erhalten oder wesentliche Teile erhalten                                              |                |
| Adelssitz Sallehen                              | Bad Abbach-Dünzling                                       | Festes Haus | Um 1200                                                                          | Abgegangen                                                                            |                |
| Schloss Sandelzhausen                           | Mainburg-Sandelshausen                                    | Schloss, zuvor Niederungsburg (Wasserburg, Turmhügelburg)                                                                                  | Mittelalterlich                                                                  | Erhalten, dient heute als Brauereigasthof                                             |                |
| Burgstall Schellneck am Schlösselberg           | Essing-Altessing-„Schlösselberg“                          | Höhenburg (Spornburg, Ebenerdiger Ansitz)                                                                                                  | Mittelalterlich                                                                  | Abgegangen                                                                            |                |
| Turmhügel Schlösslberg                          | Ihrlerstein-Kleinwalddorf                                 | Höhenburg (Turmhügelburg) | Mittelalterlich                                                                  | Abgegangen, runder Turmhügel mit Ringgraben erhalten                                  |                |
| Wallanlage Schoissenkager                       | Hausen-Schoissenkager-„Ammerholz“                         | Abschnittsbefestigung | Vor- und frühgeschichtlich oder frühmittelalterlich                              | Abgegangen, Wall- und Grabenzüge erhalten                                             |                |
| Schloss Siegenburg (auch Pilbis-Schloss)        | Siegenburg                                                | Schloss, zuvor Niederungsburg | Mittelalterlich                                                                  | Erhalten                                                                              |                |
| Ringwall Sinsburg (Geschlössel)                 | Langquaid-Hagenach-Waldabteilung „Geschlössel“            | Ringwallanlage | Frühmittelalterlich                                                              | Abgegangen, Wallzüge und Gräben erhalten                                              |                |
| Burgruine Tachenstein                           | Riedenburg-„Jägerberg“                                    | Höhenburg (Spornburg) der Grafen von Riedenburg                                                                                            | Hochmittelalterlich                                                              | Burgruine, Bergfried und weitere Mauerreste teilweise erhalten                        |                |
| Schloss Train                                   | Train                                                     | Schloss (Wasserschloss), Vorgängerbauten                                                                                                   | 1695                                                                             | Erhalten                                                                              |                |
| Burg Trephenau                                  | Neustadt an der Donau                                     | Stadtburg (Turmhügelburg) | Mittelalterlich                                                                  | Abgegangen                                                                            |                |
| Burg Niederulrain                               | Neustadt an der Donau-Niederulrain-„Nußberg“              | Höhenburg (Hügelburg) | Mittelalterlich                                                                  | Abgegangen                                                                            |                |
| Burgstall Unterau                               | Essing-Unterau                                            | Höhenburg (Spornburg) | Hochmittelalterlich                                                              | Abgegangen, Trockenmauern und Quadersteine erhalten                                   |                |
| Turmhügel im Welschenholz                       | Abensberg-Flur „Weiherhäusel“                             | Niederungsburg (Vermutlich Turmhügelburg)                                                                                                  | Mittelalterlich                                                                  | Abgegangen, Turmhügel erhalten                                                        |                |
| Schloss Wildenberg                              | Wildenberg                                                | Schloss, zuvor Höhenburg | 1272                                                                             | Erhalten                                                                              |                |
| Turmhügel Wieserkreuz                           | Kelheim-„Wieserkreuz“, gegenüber Klösterl                 | Höhenburg (Turmhügelburg) | Mittelalterlich                                                                  | Abgegangen, Turmhügel mit zwei Halsgräben erhalten                                    |                |
| Abschnittsbefestigung Wolfgangswall             | Kelheim-Kloster Weltenburg-„Frauenberg“                   | Abschnittsbefestigung | Frühmittelalterlich, zuvor Abschnittsbefestigung vorgeschichtlicher Zeitstellung | Abgegangen, Wall- und Grabenzüge erhalten                                             |                |
| Burg Wöhr (Birg, Beutelsburg, Schlößl)          | Neustadt an der Donau-Wöhr                                | Niederungsburg | Mittelalterlich                                                                  | Abgegangen                                                                            |                |
| Burg Wolfshausen                                | Elsendorf-Wolfshausen                                     | Niederungsburg (Wasserburg) | Hochmittelalterlich                                                              | Abgegangen                                                                            |                |

### Landkreis Landshut
| Name                                 | Ort                                                                  | Typ | Entstehungszeit                                                                  | Erhaltungszustand und heutige Nutzung                                              | Bild           |  |
| ------------------------------------ | -------------------------------------------------------------------- | --- | -------------------------------------------------------------------------------- | ---------------------------------------------------------------------------------- | -------------- |  |
| Turmhügel Abraham                    | Obersüßbach-Abraham                                                  | Höhenburg (Turmhügelburg) | Mittelalterlich                                                                  | Abgegangen                                                                         |                |  |
| Schloss Aham                         | Aham                                                                 | Hofmarkschloss, zuvor Wasserburg | Um 900                                                                           | Erhalten                                                                           |                |  |
| Burgstall Altdorf                    | Altdorf-„Pfettracher Holz“                                           | Höhenburg (Spornburg) | Mittelalterlich                                                                  | Abgegangen                                                                         |                |  |
| Burgstall Altenburg (Hohenthann)     | Hohenthann-Altenburg                                                 | Höhenburg (Spornburg) | Mittelalterlich                                                                  | Abgegangen, Kapelle erhalten                                                       |                |  |
| Ringwall Altenburg (Vilsheim)        | Vilsheim-Altenburg                                                   | Höhenburg (Spornburg) | Frühgeschichtlich                                                                | Abgegangen, Wall- und Grabenreste erhalten                                         |                |  |
| Burgstall Altes Schloss              | Bruckberg-Almosenbachhorn-„Zieglerfeld“                              | Abschnittsbefestigung | Frühmittelalterlich                                                              | Abgegangen                                                                         |                |  |
| Schloss Altfraunhofen                | Altfraunhofen-„Schlossinsel“                                         | Schloss | 15. Jahrhundert                                                                  | Teilweise erhalten                                                                 |                |  |
| Turmhügel Andermannsdorf             | Hohenthann-Andermannsdorf                                            | Niederungsburg (Turmhügelburg), später Schloss | Mittelalterlich                                                                  | Abgegangen                                                                         |                |  |
| Burgstall Arth                       | Furth-Arth, im Bereich der Ortskirche                                | Höhenburg (Spornburg) | Mittelalterlich                                                                  | Abgegangen, heute eingeebnet                                                       |                |  |
| Schloss Ast                          | Tiefenbach-Ast                                                       | Schloss | 1591, Neubau Mitte 19. Jahrhundert                                               | Erhalten                                                                           |                |  |
| Schloss Peuerbach                    | Bayerbach bei Ergoldsbach, nahe der Ortskirche                       | Hofmarkschloss | Im Kern 15. Jahrhundert, 1892 bis 1893 umgebaut                                  | Erhalten                                                                           | weitere Bilder |  |
| Schloss Biedenbach                   | Velden-Biedenbach                                                    | Hofmarkschloss | 17. Jahrhundert                                                                  | Teilweise erhalten                                                                 |                |  |
| Burgstall Binabiburg                 | Bodenkirchen-Binabiburg                                              | Niederungsburg | Mittelalterlich                                                                  | Abgegangen                                                                         |                |  |
| Schloss Binabiburg                   | Bodenkirchen-Binabiburg                                              | Schloss, zuvor Wasserburg | 1484 erstmals erwähnt                                                            | Abgegangen                                                                         |                |  |
| Abschnittsbefestigung Bocksberg      | Bruckberg-Eggersdorf-„Bocksberg“                                     | Abschnittsbefestigung | Vor- und frühgeschich                                                            | Abgegangen, Wall und Graben erhalten                                               |                |  |
| Burgstall Bocksberg                  | Bruckberg-Eggersdorf-„Bocksberg“                                     | Höhenburg (Spornburg) | Im 11. Jahrhundert erstmals erwähnt                                              | Abgegangen                                                                         |                |  |
| Burgstall Bodestall                  | Obersüßbach-Walchzell-„Bockstall“                                    | Höhenburg (Ebenerdiger Ansitz) | Mittelalterlich                                                                  | Abgegangen, Wall und Graben erhalten                                               |                |  |
| Schloss Bonbruck                     | Bodenkirchen-Bonbruck                                                | Schloss | Im Kern barock, im 19. Jahrhundert verändert                                     | Erhalten                                                                           |                |  |
| Burg Braunsberg                      | Vilsbiburg                                                           | Höhenburg | Mittelalterlich                                                                  | Abgegangen                                                                         |                |  |
| Schloss Bruckberg                    | Bruckberg                                                            | Schloss (Wasserschloss), zuvor Wasserburg | Burg 12. oder 13. Jahrhundert, ab dem 18. Jahrhundert zum Schloss umgebaut       | Erhalten                                                                           |                |  |
| Schloss Buch am Erlbach              | Buch am Erlbach                                                      | Hofmarkschloss |                                                                                  | Abgegangen                                                                         |                |  |
| Ringwall Bürg                        | Vilsbiburg-Bürg                                                      | Ringwall | Frühgeschichtlich                                                                | Abgegangen, Wall- und Grabenreste erhalten                                         |                |  |
| Ringwall Burgloch-Schanze            | Neufraunhofen-Niederbayerbach                                        | Ringwall | Frühmittelalterlich                                                              | Abgegangen, Ringwall und Gräben erhalten                                           |                |  |
| Ringwall Burgstall                   | Ergolding-Oberglaim                                                  | Ringwall | Frühmittelalterlich                                                              | Abgegangen                                                                         |                |  |
| Turmhügel Diemannskirchen            | Geisenhausen-Hofmühle                                                | Höhenburg (Turmhügelburg) | Mittelalterlich                                                                  | Abgegangen, Turmhügel und Halsgraben erhalten                                      |                |  |
| Schloss Deutenkofen                  | Adlkofen-Deutenkofen                                                 | Schloss | Anfang 17. Jahrhundert                                                           | Erhalten                                                                           |                |  |
| Schloss Eberspoint                   | Velden-Eberspoint                                                    | Schloss, zuvor Burg | Mittelalterlich                                                                  | Abgegangen                                                                         |                |  |
| Schloss Eberstall                    | Hohenthann-Eberstall                                                 | Hofmarkschloss | 18. Jahrhundert, wohl älter                                                      | Erhalten, in schlechtem Zustand                                                    |                |  |
| Turmhügel Engkofen                   | Aham-Engkofen                                                        | Höhenburg (Turmhügelburg) | Mittelalterlich                                                                  | Abgegangen, Turmhügel erhalten                                                     |                |  |
| Burgstall Enzelberg                  | Niederaichbach-Haag-„Enzelberg“                                      | Höhenburg (Spornburg) | Mittelalterlich                                                                  | Abgegangen                                                                         |                |  |
| Burgstall Ergolding                  | Ergolding, Zwischen Jäger- und Schulgasse                            | Niederungsburg | Mittelalterlich                                                                  | Abgegangen                                                                         |                |  |
| Abschnittsbefestigung Ergoldsbach    | Ergoldsbach-„Kapellenberg“                                           | Höhenburg, Wallburg | Frühmittelalterlich                                                              | Abgegangen, Wall- und Grabenreste der doppelten Umwallung erhalten                 |                |  |
| Schloss Ergoldsbach                  | Ergoldsbach-„Kapellenberg“                                           | Schloss | Mittelalterlich                                                                  | Abgegangen                                                                         |                |  |
| Burgstall Erling                     | Aham-Erling-Flur „Haagholz“                                          | Höhenburg (Ebenerdiger Ansitz) | Mittelalterlich                                                                  | Abgegangen, Ringwall und Graben erhalten                                           |                |  |
| Burgstall Eugenbach                  | Altdorf-Eugenbach-„Kirchenberg“                                      | Höhenburg (Spornburg) | Mittelalterlich                                                                  | Abgegangen                                                                         |                |  |
| Turmhügel Fahring                    | Baierbach-Fahring, Tal des Wastlöder Baches                          | Niederungsburg (Turmhügelburg) | Mittelalterlich                                                                  | Abgegangen, Turmhügel verebnet                                                     |                |  |
| Burgstall Frauensattling             | Vilsbiburg-Frauensattling-„Hirschberg“                               | Höhenburg | Mittelalterlich                                                                  | Abgegangen, Burgstall verebnet                                                     |                |  |
| Wallanlage Frauensattling            | Vilsbiburg-Frauensattling                                            | Wallanlage | Frühmittelalterlich                                                              | Abgegangen                                                                         |                |  |
| Schloss Furth                        | Furth                                                                | Hofmarkschloss | Mittelalterlich, heutiges Gebäude 18. Jahrhundert                                | Erhalten                                                                           |                |  |
| Burgstall Geratspoint                | Vilsbiburg-Geratspoint                                               | Niederungsburg | Mittelalterlich                                                                  | Abgegangen                                                                         |                |  |
| Schloss Geratspoint                  | Vilsbiburg-Geratspoint                                               | Hofmarkschloss | Anfang 14. Jahrhundert                                                           | Abgegangen                                                                         |                |  |
| Schloss Gerzen                       | Gerzen                                                               | Hofmarkschloss | 1560 bis 1562                                                                    | Erhalten                                                                           |                |  |
| Schloss Gisseltshausen               | Rottenburg-Gisseltshausen                                            | Wasserschloss | 1729                                                                             | Erhalten                                                                           |                |  |
| Burgstall Grafenhaun                 | Hohenthann-Grafenhaun                                                | Niederungsburg | Mittelalterlich                                                                  | Abgegangen                                                                         |                |  |
| Wehrkirche Greilsberg                | Bayerbach bei Ergoldsbach-Greilsberg                                 | Wehrkirche | Mittelalterlich                                                                  | Erhalten                                                                           |                |  |
| Schloss Grießenbach                  | Postau-Grießenbach                                                   | Hofmarkschloss | Um 1124                                                                          | Teilweise erhalten                                                                 |                |  |
| Schloss Haarbach                     | Vilsbiburg-Haarbach                                                  | Hofmarkschloss | Um 1690 anstelle eines Vorgängerbaus                                             | 1955 abgebrannt                                                                    |                |  |
| Burgstall Hahnreuth                  | Postau-Hahnreuth                                                     | Höhenburg (Spornburg) | Mittelalterlich                                                                  | Abgegangen                                                                         |                |  |
| Turmhügel Harskirchen                | Adlkofen-Harskirchen-„Schlossberg“, am Osthang des Musbacher Grabens | Höhenburg (Turmhügelburg) | Mittelalterlich                                                                  | Abgegangen, ovaler Turmhügel mit ehemaliger Vorburg erhalten                       |                |  |
| Burgstall Haslach                    | Bruckberg-Haslach-Waldabteilung „Lichtenwart“                        | Höhenburg (Spornburg) | Mittelalterlich                                                                  | Abgegangen, Wall- und Grabenreste erhalten                                         |                |  |
| Schloss Haunzenbergersöll            | Bodenkirchen-Haunzenbergersöll                                       | Hofmarkschloss, zuvor Niederungsburg | 14. Jahrhundert                                                                  | 1810 abgebrochen                                                                   |                |  |
| Turmhügel Heidenkam                  | Tiefenbach-Heidenkam                                                 | Niederungsburg (Turmhügelburg) | Mittelalterlich                                                                  | Abgegangen                                                                         |                |  |
| Schloss Hilling                      | Bodenkirchen-Hilling                                                 | Hofmarkschloss, zuvor Niederungsburg | Burg mittelalterlich, Schloss frühneuzeitlich                                    | Abgegangen                                                                         |                |  |
| Schloss Hofendorf                    | Neufahrn in Niederbayern-Hofendorf                                   | Wasserschloss, zuvor Niederungsburg | Burg mittelalterlich, Schloss frühneuzeitlich                                    | Abgegangen                                                                         |                |  |
| Schloss Hörmannsdorf                 | Weng (Isar)-Hörmannsdorf                                             | Ehemaliges Weiherhaus | Schloss neuzeitlich                                                              | Abgegangen                                                                         |                |  |
| Burgstall Höhenberg                  | Niederaichbach-Höhenberg-„Buckberg“                                  | Höhenburg (Kammburg) | Mittelalterlich                                                                  | Abgegangen                                                                         |                |  |
| Schloss Hohenthann                   | Hohenthann                                                           | Hofmarkschloss | Zweite Hälfte 18. Jahrhundert                                                    | Erhalten                                                                           |                |  |
| Schloss Holzen                       | Essenbach-Holzen                                                     | Herrensitz | 1604                                                                             | Erhalten                                                                           |                |  |
| Turmhügel Hüttenfurth                | Eching-Hüttenfurth                                                   | Höhenburg (Turmhügelburg) | Mittelalterlich                                                                  | Abgegangen, Turmhügel größtenteils erhalten                                        |                |  |
| Schloss Jellenkofen                  | Ergoldsbach-Jellenkofen                                              | Hofmarkschloss | Erste Hälfte 18. Jahrhundert                                                     | Erhalten                                                                           |                |  |
| Schloss Kapfing                      | Vilsheim-Vilsheim                                                    | Schloss | Um 1720 anstelle eines Vorgängerbaus                                             | Erhalten                                                                           |                |  |
| Schloss Kirchberg                    | Hohenthann-Kirchberg                                                 | Schloss, zuvor Höhenburg (Spornburg) | Burg mittelalterlich, Schloss frühneuzeitlich                                    | Erhalten                                                                           |                |  |
| Turmhügel Koppenwall                 | Pfeffenhausen-Koppenwall-„Koppenberg“                                | Höhenburg (Kammburg, Turmhügelburg) | Mittelalterlich                                                                  | Abgegangen                                                                         |                |  |
| Schloss Kronwinkl                    | Eching-Kronwinkl                                                     | Schloss, zuvor Höhenburg (Spornburg) | 12./13. Jahrhundert                                                              | Erhalten                                                                           |                |  |
| Schloss Langquart                    | Bodenkirchen-Bonbruck                                                | Hofmarkschloss | Spätmittelalterlich                                                              | Abgegangen                                                                         |                |  |
| Burgstall Lichtenburg                | Vilsbiburg-Lichtenburg                                               | Niederungsburg | Mittelalterlich                                                                  | Abgegangen                                                                         |                |  |
| Schloss Lichtenhaag                  | Gerzen-Lichtenhaag                                                   | Hofmarkschloss | Spätmittelalterlich                                                              | Erhalten                                                                           |                |  |
| Turmhügel Mangern                    | Gerzen-Mangern                                                       | Niederungsburg (Turmhügelburg, Wasserburg) | Mittelalterlich                                                                  | Abgegangen, Turmhügel erhalten                                                     |                |  |
| Schloss Mirskofen                    | Essenbach-Mirskofen                                                  | Hofmarkschloss | 18. Jahrhundert                                                                  | Erhalten                                                                           |                |  |
| Schloss Neuaich                      | Bodenkirchen-Aich                                                    | Schloss | Mittelalterlich                                                                  | Abgegangen                                                                         |                |  |
| Schloss Neufahrn                     | Neufahrn in Niederbayern                                             | Hofmarkschloss | Mittelalterlich, das heutige Gebäude stammt aus dem 16. Jahrhundert              | Erhalten, dient heute als Hotel                                                    |                |  |
| Schloss Neufraunhofen                | Neufraunhofen                                                        | Schloss | Anfang 14. Jahrhundert                                                           | Erhalten                                                                           |                |  |
| Schloss Niederaich                   | Bodenkirchen-Aich                                                    | Hofmarkschloss, zuvor Turmhügelburg | Burg mittelalterlich, Schloss frühneuzeitlich                                    | Abgegangen                                                                         |                |  |
| Schloss Niederaichbach               | Niederaichbach                                                       | Schloss | Mittelalterlich                                                                  | Erhalten                                                                           |                |  |
| Turmhügel Niederbayerbach            | Neufraunhofen-Niederbayerbach                                        | Niederungsburg (Turmhügelburg) | Mittelalterlich                                                                  | Abgegangen                                                                         |                |  |
| Schloss Niederhatzkofen              | Rottenburg-Niederhatzkofen                                           | Schloss | Burg 1420 erstmals erwähnt, Schloss frühneuzeitlich, heutiges Gebäude um 1720/30 | Erhalten, dient heute als Krankenhaus                                              |                |  |
| Burgstall Niederhornbach             | Pfeffenhausen-Niederhornbach                                         | Niederungsburg | Mittelalterlich                                                                  | Abgegangen                                                                         |                |  |
| Schloss Niederhornbach               | Pfeffenhausen-Niederhornbach                                         | Schloss | 1665 anstelle eines Vorgängerbaus                                                | Erhalten                                                                           |                |  |
| Schloss Obergangkofen                | Gemeinde Kumhausen                                                   | Hofmarkschloss | 1553 erstmals erwähnt, vermutlich bereits vor 1422                               | 1820 abgerissen                                                                    |                |  |
| Schloss Oberköllnbach                | Postau-Oberköllnbach-„Hofberg“                                       | Schloss | Burg 1265, Schloss um 1695/1700                                                  | Erhalten                                                                           |                |  |
| Wasserschloss Oberlauterbach         | Pfeffenhausen-Oberlauterbach                                         | Wasserschloss | 1272                                                                             | Erhalten                                                                           |                |  |
| Burgstall Oberröhrenbach             | Essenbach-Oberröhrenbach                                             | Niederungsburg | Mittelalterlich                                                                  | Abgegangen                                                                         |                |  |
| Burgstall Oberroning (Venetsberg)    | Rottenburg-Oberroning-„Venetsberg“                                   | Höhenburg | 1045 erstmals erwähnt                                                            | Abgegangen                                                                         |                |  |
| Turmhügel Oberroning                 | Rottenburg-Oberroning                                                | Höhenburg (Turmhügelburg) | Mittelalterlich                                                                  | Abgegangen                                                                         |                |  |
| Schloss Obersüßbach                  | Obersüßbach                                                          | Schloss, zuvor Niederungsburg (Wasserburg) | Mittelalterlich                                                                  | Abgegangen                                                                         |                |  |
| Turmhügel Oberunsbach                | Essenbach-Oberunsbach                                                | Niederungsburg (Turmhügelburg) | Mittelalterlich                                                                  | Abgegangen, Turmhügel erhalten                                                     |                |  |
| Turmhügel Ostergaden                 | Altdorf-Ostergaden-„Steinleite“                                      | Höhenburg (Turmhügelburg) | Mittelalterlich                                                                  | Abgegangen, Turmhügel und Graben erhalten                                          |                |  |
| Burgstall Oswaldberg                 | Altdorf-„Schlossberg“                                                | Höhenburg (Spornburg) | Mittelalterlich                                                                  | Abgegangen, Halsgraben erhalten                                                    |                |  |
| Schloss Pfaffendorf (Pfeffenhausen)  | Pfeffenhausen-Pfaffendorf                                            | Schloss | Mittelalterlich                                                                  | Abgegangen                                                                         |                |  |
| Schloss Pfeffenhausen                | Pfeffenhausen                                                        | Herrensitz | 1040 erstmals erwähnt, heutiges Schloss Mitte 16. Jahrhundert                    | Abgegangen                                                                         |                |  |
| Abschnittsbefestigung Pfettrach      | Altdorf-Pfettrach, westlich des Ortes                                | Abschnittsbefestigung | Frühmittelalterlich                                                              | Abgegangen                                                                         |                |  |
| Schloss Pfettrach                    | Altdorf-Pfettrach                                                    | Schloss, zuvor Wasserburg | Mittelalterlich                                                                  | Abgegangen                                                                         |                |  |
| Schloss Piflas                       | Ergolding-Piflas                                                     | Hofmarkschloss | Um 1725                                                                          | Erhalten                                                                           |                |  |
| Schloss Postau                       | Postau                                                               | Hofmarkschloss, zuvor Niederungsburg (Wasserburg) | 1280 erstmals erwähnt                                                            | Abgegangen                                                                         |                |  |
| Schloss Psallersöd                   | Bodenkirchen-Psallersöd                                              | Hofmarkschloss |                                                                                  | Abgegangen                                                                         |                |  |
| Schloss Rahstorf                     | Rottenburg an der Laaber-Rahstorf                                    | Schloss, zuvor Turmhügelburg | Burg mittelalterlich, Schloss frühneuzeitlich                                    | Abgegangen                                                                         |                |  |
| Burgstall Römerschanze               | Aham-Haag-„Haager Berg“                                              | Höhenburg (Turmhügelburg) | Mittelalterlich                                                                  | Abgegangen, Turmhügel und Vorburgbereich erhalten                                  |                |  |
| Schloss Rothenwörth                  | Bodenkirchen-Rothenwörth                                             | Herrensitz | Zweite Hälfte 15. Jahrhundert, heutiges Schloss um 1820                          | Abgegangen                                                                         |                |  |
| Burgstall Rottenburg                 | Rottenburg an der Laaber-„Hofberg“                                   | Höhenburg | Mittelalterlich                                                                  | Abgegangen                                                                         |                |  |
| Turmhügel Sachsenhausen              | Pfeffenhausen-Sachsenhausen                                          | Höhenburg (Kammburg, Turmhügelburg) | Mittelalterlich                                                                  | Abgegangen                                                                         |                |  |
| Burgstall Salzburg                   | Ergoldsbach-Salzburg                                                 | Höhenburg (Spornburg) | Mittelalterlich                                                                  | Abgegangen                                                                         |                |  |
| Abschnittsbefestigung Schaltdorf     | Rottenburg an der Laaber-Schaltdorf                                  | Höhenburg, Wallburg | Frühmittelalterlich                                                              | Abgegangen, Wall- und Grabenreste erhalten                                         |                |  |
| Abschnittsbefestigung Schanzenberg   | Rottenburg-Eggerach-„Schanzenberg“                                   | Abschnittsbefestigung | Frühmittelalterlich                                                              | Abgegangen, Wall- und Grabenreste erhalten                                         |                |  |
| Burgstall Schanzenberg               | Aham-Erling-„Schanzberg“                                             | Höhenburg (Ebenerdiger Ansitz) | Mittelalterlich                                                                  | Abgegangen, Wall und Graben erhalten                                               |                |  |
| Abschnittsbefestigung Schatzhofen    | Furth-Schatzhofen                                                    | Höhenburg, Wallburg | Frühgeschichtlich                                                                | Abgegangen, Wall- und Grabenreste erhalten                                         |                |  |
| Abschnittsbefestigung Schloßberg     | Tiefenbach-Schloßberg                                                | Höhenburg (Kammlage) | Frühmittelalterlich                                                              | Abgegangen, Wall- und Grabenreste erhalten                                         |                |  |
| Burgstall Schloßberg                 | Tiefenbach-Schloßberg                                                | Höhenburg (Spornburg) | Mittelalterlich                                                                  | Abgegangen                                                                         |                |  |
| Abschnittsbefestigung Schlösselberg  | Niederaichbach-Haag-„Schlösselberg“                                  | Höhenburg (Spornburg) | vor- und frühgeschichtlich                                                       | Abgegangen, Wall- und Grabenreste erhalten                                         |                |  |
| Burgstall Schlösselberg              | Niederaichbach-Haag-„Schlösselberg“                                  | Höhenburg (Spornburg) | Mittelalterlich                                                                  | Abgegangen, Wall- und Grabenreste erhalten                                         |                |  |
| Ringwall Schwedenschanze (Ergolding) | Ergolding, Westufer des Stausees Altheim                             | Ringwall | Vor- oder frühgeschichtlich                                                      | Abgegangen, Wall- und Grabenreste erhalten                                         |                |  |
| Ringwall Schwedenschanze (Essenbach) | Essenbach-Holzen-„Schlossberg“                                       | Ringwall | Frühmittelalterlich                                                              | Abgegangen, 150 mal 70 Meter große Burgfläche mit Gräben und Wällen befestigt      |                |  |
| Schloss Seyboldsdorf                 | Seyboldsdorf                                                         | Hofmarkschloss, zuvor Höhenburg | 15. Jahrhundert, heutige Anlage spätes 18. Jahrhundert, 1868 ausgebaut           | erhalten                                                                           |                |  |
| Turmhügel Siegerstetten              | Kumhausen-Siegerstetten                                              | Niederungsburg (Turmhügelburg) | Mittelalterlich                                                                  | Abgegangen, Turmhügel und Graben erhalten                                          |                |  |
| Turmhügel Solling                    | Vilsbiburg-Solling, Nähe Geratspoint                                 | Höhenburg (Turmhügelburg) | Mittelalterlich                                                                  | Abgegangen, Turmhügel erhalten                                                     |                |  |
| Abschnittsbefestigung Streifenöd     | Vilsbiburg-Streifenöd                                                | Höhenburg | Frühgeschichtlich                                                                | Abgegangen, Wall- und Grabenreste erhalten                                         |                |  |
| Abschnittsbefestigung Thal           | Eching-Thal                                                          | Höhenburg (Spornburg) | Vor- und frühgeschichtlich                                                       | Abgegangen, Wall- und Grabenreste erhalten                                         |                |  |
| Turmhügel Thal                       | Eching-Thal                                                          | Niederungsburg (Turmhügelburg) | Mittelalterlich                                                                  | Abgegangen, Turmhügel erhalten                                                     |                |  |
| Turmhügel Theobald                   | Baierbach-Theobald                                                   | Niederungsburg (Turmhügelburg) | Mittelalterlich                                                                  | Abgegangen, Turmhügel verebnet                                                     |                |  |
| Schloss Türkenfeld                   | Hohenthann-Türkenfeld                                                | Ehemalige Burgkapelle, zuvor Burg | Burg Türtelvelt oder Türttenfeld mittelalterlich                                 | Burg schon früh abgegangen, Burgkapelle und Burggraben mit geringer Tiefe erhalten |                |  |
| Burgstall Unterlanding               | Vilsbiburg-Unterlanding                                              | Niederungsburg | Mittelalterlich                                                                  | Abgegangen                                                                         |                |  |
| Turmhügel Unterunsbach               | Essenbach-Unterunsbach-„Pöschlberg“                                  | Höhenburg (Turmhügelburg) | Mittelalterlich                                                                  | Abgegangen, Turmhügel erhalten                                                     |                |  |
| Schloss Vilsheim                     | Vilsheim                                                             | Hofmarkschloss | Ab 14. Jahrhundert nachweisbar                                                   | Teilweise erhalten                                                                 |                |  |
| Schloss Vilssöhl                     | Velden-Vilssöhl                                                      | Hofmarkschloss | 1490 erstmals erwähnt                                                            | Abgegangen                                                                         |                |  |
| Schloss Weihenstephan                | Hohenthann-Weihenstephan                                             | Hofmarkschloss (Wasserschloss) | 17. Jahrhundert                                                                  | Erhalten                                                                           |                |  |
| Schloss Weihmichl                    | Weihmichl                                                            | Schloss | Frühneuzeitlich                                                                  | Abgegangen                                                                         |                |  |
| Burgstall Weng                       | Weng                                                                 | Niederungsburg | 1364 erstmals erwähnt                                                            | Abgegangen                                                                         |                |  |
| Schloss Weng                         | Weng                                                                 | Schloss, barocke unregelmäßige Vierflügelanlage. Westlich polygones Ecktürmchen mit drei Geschossen; östlicher Volutengiebel. Stadel mit Walmdach und Blockbauwänden, wohl gleichzeitig. | 18. Jahrhundert                                                                  | Erhalten                                                                           |                |  |
| Schloss Wörth                        | Wörth an der Isar                                                    | Schloss | 17./18. Jahrhundert                                                              | Erhalten                                                                           |                |  |
| Schloss Wurmsham                     | Wurmsham                                                             | Hofmarkschloss | 1695                                                                             | Abgegangen                                                                         |                |  |

### Landkreis Passau
| Name                                                                              | Ort                                                   | Typ                                                      | Entstehungszeit                                                          | Erhaltungszustand und heutige Nutzung                                                                       | Bild                   |
| --------------------------------------------------------------------------------- | ----------------------------------------------------- | -------------------------------------------------------- | ------------------------------------------------------------------------ | --- | ---------------------- |
| Schloss Aicha vorm Wald                                                           | Aicha vorm Wald                                       | Hofmarkschloss, zuvor Wasserburg                         | Anfang 14. Jahrhundert                                                   | Erhalten, in Privatbesitz                                                                                   |                        |
| Burg Aidenbach (Gunzingerhaus)                                                    | Aidenbach                                             | Herrensitz                                               | Ab 1120                                                                  | Teilweise erhalten                                                                                          |                        |
| Schloss Aigen am Inn                                                              | Bad Füssing-Aigen am Inn                              | Schloss                                                  | 1704                                                                     | Erhalten |                        |
| Burgruine Altjochenstein                                                          | Untergriesbach-Jochenstein                            | Höhenburg (Spornburg)                                    | 12. Jahrhundert                                                          | Burgruine, einige Reste erhalten                                                                            | weitere Bilder         |
| Burg Angerberg                                                                    | Neukirchen vorm Wald-Sickenthal-„Ilzleiten“           | Höhenburg (Spornburg)                                    | Erste Hälfte 13. Jahrhundert, zerstört 1244                              | Abgegangen, ausgedehnte Anlage                                                                              |                        |
| Burg Bergham                                                                      | Haarbach-Bergham                                      | Höhenburg (Spornburg)                                    | Mittelalterlich                                                          | Abgegangen                                                                                                  |                        |
| Turmhügel Burgstaffel                                                             | Hauzenberg-Eitzingerreut-Flur „Burgstaffel“           | Niederungsburg (Turmhügelburg)                           | Hoch- oder spätmittelalterlich                                           | Abgegangen, zehn Meter hoher Hügel mit Halsgraben erhalten                                                  |                        |
| Ringwall Burgstall                                                                | Fürstenstein-„Burgstall“                              | Ringwallanlage                                           | Frühmittelalterlich                                                      | Abgegangen, 150 mal 130 Meter große Befestigung mit Wällen und Gräben erhalten                              |                        |
| Turmhügel Burgstall                                                               | Eging am See-Burgstall                                | Niederungsburg (Turmhügelburg)                           | Hoch- oder spätmittelalterlich                                           | Abgegangen, 1,5 Meter hoher und 7 × 5,5 Meter großer Hügelrest mit Wall und Grabenresten erhalten           |                        |
| Burgstall Burgstallberg                                                           | Breitenberg-Burgstallberg                             | Höhenburg (Gipfelburg)                                   | Hoch- oder spätmittelalterlich                                           | Abgegangen                                                                                                  |                        |
| Adelssitz Denkhof                                                                 | Büchlberg-Denkhof                                     | Herrensitz                                               | Mittelalterlich                                                          | Abgegangen                                                                                                  |                        |
| Burg Dobl                                                                         | Rotthalmünster-Dobl                                   | Niederungsburg (Turmhügelburg, Wasserburg)               | Mittelalterlich                                                          | Abgegangen, Grabenreste noch erkennbar                                                                      |                        |
| Adelssitz Eggerting                                                               | Aldersbach-Eggerting                                  | Herrensitz                                               | Mittelalterlich                                                          | Abgegangen                                                                                                  |                        |
| Burgstall Einsiedelbuckel                                                         | Malching-„Eichberg“                                   | Höhenburg (Spornburg, Turmhügelburg)                     | Vorgeschichtliche Befestigung, während des Mittelalters erneut befestigt | Abgegangen, drei Turmhügel sowie Gräben erhalten                                                            |                        |
| Schloss Englburg                                                                  | Tittling-Englburg                                     | Schloss, zuvor Höhenburg                                 | 1396                                                                     | Erhalten, in Privatbesitz                                                                                   |                        |
| Burg Erlstein (Erlenstein, Burgstall Altes Schloss, Schaibing, Gschloß aufm Reut) | Thyrnau-Fattendorf-Flur „Altes Schloss“               | Höhenburg (Spornburg) des Passauer Bischofes Albert III. | 14. Jahrhundert                                                          | Abgegangen, doppelter Halsgraben erhalten                                                                   |                        |
| Burgruine Frauenhaus                                                              | Neuburg am Inn                                        | Höhenburg (Spornburg)                                    | 14. Jahrhundert                                                          | Ruine |                        |
| Burg Freudensee                                                                   | Hauzenberg-Freudensee                                 | Burg                                                     | Um 1400                                                                  | Ruine, Reste zu einem Wohnhaus umgebaut                                                                     |                        |
| Schloss Fürstenstein                                                              | Fürstenstein                                          | Burgschloss                                              | 1366 erstmals erwähnt                                                    | Erhalten, in Privatbesitz                                                                                   |                        |
| Schloss Gammertshof                                                               | Untergriesbach-Gammertshof                            | Schloss                                                  | Spätmittelalterlich                                                      | Erhalten, heute ein Bauernanwesen                                                                           |                        |
| Schloss Garham                                                                    | Hofkirchen-Garham                                     | Schloss                                                  | Frühneuzeitlich                                                          | Abgegangen                                                                                                  |                        |
| Burgstall Gastering                                                               | Thyrnau-Gastering                                     | Höhenburg (Spornburg)                                    | Hoch- oder spätmittelalterlich                                           | Abgegangen, zwei Gräben erhalten                                                                            |                        |
| Schloss Griesbach                                                                 | Bad Griesbach im Rottal                               | Schloss, zuvor Burg                                      | 1076 erwähnt                                                             | Erhalten, im Schloss ist heute eine Außenstelle des Finanzamts Passau untergebracht                         |                        |
| Schloss Grubhof                                                                   | Hofkirchen-Grubhof                                    | Schloss                                                  | Spätmittelalterlich                                                      | Erhalten |                        |
| Schloss Gunzing                                                                   | Aidenbach-Gunzing                                     | Schloss, zuvor Burg                                      | Burg hochmittelalterlich, Schloss frühneuzeitlich                        | Abgegangen                                                                                                  |                        |
| Schloss Haidenburg                                                                | Aldersbach-Heidenburg                                 | Schloss, zuvor Burg                                      | Burg hochmittelalterlich, umbau zum Schloss ab dem Jahr 1608             | Erhalten, in Privatbesitz                                                                                   |                        |
| Schloss Haselbach                                                                 | Tiefenbach-Haselbach                                  | Schloss, zuvor Burg                                      | Vermutlich 13. Jahrhundert, Umbau zum heutigen Schloss um 1725           | Erhalten, nicht öffentlich zugänglich                                                                       |                        |
| Burg Hilgartsberg                                                                 | Hofkirchen-Hilgartsberg                               | Höhenburg (Spornburg)                                    | 1112 erstmals erwähnt                                                    | Ruine | weitere Bilder         |
| Abschnittsbefestigung Hilgartsberg                                                | Hofkirchen-Hilgartsberg-Flur „Schanzfeld“             | Abschnittsbefestigung                                    | Frühmittelalterlich                                                      | Abgegangen                                                                                                  |                        |
| Burg Hinterholzen                                                                 | Beutelsbach-Unterholzen                               | Niederungsburg                                           | Mittelalterlich                                                          | Abgegangen                                                                                                  |                        |
| Burgstall Hirschstein                                                             | Fürstenzell-Irsham                                    | Höhenburg (Spornburg, Ebenerdiger Ansitz)                | Hoch- und spätmittelalterlich, 1384 geschleift                           | Abgegangen, Halsgraben erhalten                                                                             |                        |
| Burgstall Hochhaus                                                                | Ortenburg-Hochhaus                                    | Niederungsburg                                           | Mittelalterlich                                                          | Abgegangen                                                                                                  |                        |
| Abschnittsbefestigung Hochschanze                                                 | Neuburg am Inn-Neufelser-Flur „Hochschanze“           | Abschnittsbefestigung                                    | Vorgeschichtlich                                                         | Abgegangen, 150 Meter langer Wall sowie ein Graben erhalten                                                 |                        |
| Burgstall Hochstein (Auch Hochreit genannt, Burg Puchsee?)                        | Thyrnau-Buchsee                                       | Höhenburg (Spornburg, Ebenerdiger Ansitz)                | Hoch- oder spätmittelalterlich                                           | Abgegangen, Gräben erhalten                                                                                 |                        |
| Turmhügel bei Hofreith                                                            | Kößlarn-Hofreith                                      | Niederungsburg (Turmhügelburg, Wasserburg)               | Mittelalterlich                                                          | Abgegangen                                                                                                  |                        |
| Adelssitz Hopsing                                                                 | Aicha vorm Wald-Hopsing                               | Herrensitz                                               | Mittelalterlich                                                          | Abgegangen                                                                                                  |                        |
| Schloss Hörmannsberg                                                              | Tiefenbach-Hörmannsberg                               | Hofmarkschloss                                           | Spätmittelalterlich                                                      | Teilweise erhalten                                                                                          |                        |
| Burgstall in der Ilzleite                                                         | Neukirchen vorm Wald-Sickenthal-„Ilzleiten“           | Höhenburg (Spornburg)                                    | Mittelalterlich                                                          | Abgegangen                                                                                                  |                        |
| Schloss Inzing                                                                    | Pocking-Inzing                                        | Hofmarkschloss, zuvor Turmhügelburg                      | Burg mittelalterlich, Schloss frühneuzeitlich                            | Abgegangen, Graben größtenteils eingeebnet                                                                  |                        |
| Jagdschloss Kading                                                                | Windorf-Kading                                        | Jagdschloss der Fürstbischöfe von Passau, zuvor Burg     | Burg mittelalterlich, Schloss frühneuzeitlich                            | Abgegangen                                                                                                  |                        |
| Burg Kamm                                                                         | Ortenburg, genaue Lage unbekannt                      | Höhenburg                                                | Nach 1077                                                                | Abgegangen                                                                                                  |                        |
| Schloss Kleeberg                                                                  | Ruhstorf an der Rott-Kleeberg                         | Schloss, zuvor Burg                                      | 1398 erwähnt, Schlossbau aus dem 17. Jahrhundert                         | Erhalten, in Privatbesitz                                                                                   |                        |
| Wehrkirche Kößlarn                                                                | Kößlarn                                               | Wehrkirche                                               | Spätmittelalterlich                                                      | Erhalten |                        |
| Adelssitz Kriestorf                                                               | Aldersbach-Kriestorf                                  | Herrensitz                                               | Mittelalterlich                                                          | Abgegangen                                                                                                  |                        |
| Burgstall Leithen                                                                 | Thyrnau-Leithen                                       | Höhenburg (Spornburg, Ebenerdiger Ansitz)                | Hoch- oder spätmittelalterlich                                           | Abgegangen, Wallgraben erhalten                                                                             |                        |
| Burgstall Lemberg                                                                 | Windorf-Lemberg-Flur „Burgstall“                      | Höhenburg (Spornburg)                                    | Mittelalterlich                                                          | Abgegangen, keine sichtbaren Reste erhalten                                                                 |                        |
| Schloss Leoprechting                                                              | Hutthurm-Leoprechting                                 | Schloss                                                  | Spätmittelalterlich                                                      | Abgegangen                                                                                                  |                        |
| Turmhügel Lughof                                                                  | Ortenburg-Lughof                                      | Niederungsburg (Wasserburg, Turmhügelburg)               | Mittelalterlich                                                          | Abgegangen, Insel mit wassergefüllten Ringgraben erhalten                                                   |                        |
| Schloss Malching                                                                  | Malching                                              | Schloss                                                  | Spätmittelalterlich                                                      | Abgegangen                                                                                                  |                        |
| Herrensitz Malching                                                               | Malching                                              | Herrensitz                                               | Spätmittelalterlich                                                      | Abgegangen                                                                                                  |                        |
| Wehrkirche Malching                                                               | Malching                                              | Wehrkirche                                               | Mittelalterlich                                                          | Abgegangen                                                                                                  |                        |
| Burgstall Mattau                                                                  | Neuhaus am Inn-Mattau                                 | Niederungsburg (Wasserburg)                              | Mittelalterlich                                                          | Abgegangen, Graben erhalten                                                                                 |                        |
| Schloss Neuburg am Inn                                                            | Neuburg am Inn                                        | Burgschloss der Grafen von Formbach                      | um 1050                                                                  | Erhalten, im Besitz des Landkreises Passau                                                                  |                        |
| Burgstall Neuhaus (Hochhaus)                                                      | Hauzenberg-Haag                                       | Höhenburg (Spornburg)                                    | Spätmittelalterlich                                                      | Abgegangen, doppelter Graben mit Wallzug erhalten                                                           |                        |
| Schloss Neuhaus am Inn                                                            | Neuhaus am Inn                                        | Schloss                                                  | 14. Jahrhundert                                                          | Erhalten |                        |
| Burgruine Neufels                                                                 | Neuburg am Inn-Neufelser                              | Höhenburg (Spornburg, Turmhügelburg)                     | Um 1320                                                                  | Abgegangen, wenige Mauerreste und drei Gräben erhalten                                                      |                        |
| Burgruine Neujochenstein                                                          | Untergriesbach-Riedl                                  | Höhenburg (Spornburg)                                    | 1299 erstmals erwähnt                                                    | Burgruine, Teil des Bergfriedes erhalten                                                                    | weitere Bilder         |
| Schloss Oberdorfbach                                                              | Ortenburg-Dorfbach                                    | Schloss                                                  |                                                                          | Abgegangen                                                                                                  |                        |
| Schloss Obernzell                                                                 | Obernzell                                             | Schloss, zuvor Wasserburg der Passauer Bischöfe          | 1426, zwischen 1581 und 1583 Umbau zum Schloss                           | Erhalten, beherbergt ein Museum                                                                             |                        |
| Schloss Ortenburg (Alt-Ortenburg oder auch Vorderschloss)                         | Ortenburg-Vorderschloß                                | Burgschloss der Grafen von Ortenburg                     | 1120                                                                     | Erhalten, beherbergt ein Museum und eine Gaststätte                                                         |                        |
| Schloss Neu-Ortenburg (Neues Schloss oder auch Hinterschloss)                     | Ortenburg-Hinterschloss                               | Schloss                                                  | 1249 erstmals erwähnt                                                    | Abgegangen                                                                                                  |                        |
| Turmhügel Otterskirchen                                                           | Windorf-Otterskirchen                                 | Niederungsburg (Turmhügelburg, Wasserburg)               | Mittelalterlich                                                          | Abgegangen, Hügel heute eingeebnet                                                                          |                        |
| Schloss Pillham                                                                   | Ruhstorf an der Rott-Pillham                          | Schloss                                                  | Neuzeitlich                                                              | Abgegangen, durch eine zweigeschossige Anlage ersetzt, die später als „Schloßbrauerei Ering-Pillham“ diente |                        |
| Schanze Pleinting                                                                 | Vilshofen an der Donau-Pleinting                      | Abschnittsbefestigung                                    | Frühmittelalterlich                                                      | Abgegangen, Wälle erhalten                                                                                  |                        |
| Burg Rainding                                                                     | Haarbach-Rainding                                     | Niederungsburg (Turmhügelburg, Wasserburg)               | Hochmittelalterlich                                                      | Abgegangen, Graben teilweise erhalten                                                                       |                        |
| Schloss Rathsmannsdorf                                                            | Windorf-Rathsmannsdorf                                | Schloss, zuvor Höhenburg                                 | Schloss aus der Zeit um 1578/79, Vorgängerbauten                         | Teilweise erhalten                                                                                          | Schloss Rathsmannsdorf |
| Burg Reding                                                                       | Neuhaus am Inn-Reding                                 | Niederungsburg                                           | Mittelalterlich                                                          | Abgegangen, Burgstall verebnet                                                                              |                        |
| Burgstall Reutern                                                                 | Bad Griesbach im Rottal-Reutern                       | Höhenburg (Ebenerdiger Ansitz)                           | Mittelalterlich                                                          | Abgegangen, Graben erhalten                                                                                 |                        |
| Schloss Riedenburg                                                                | Bad Füssing-Riedenburg                                | Schloss (Wasserschloss)                                  | Mittelalterlich                                                          | Abgegangen                                                                                                  |                        |
| Ringwall Riehof                                                                   | Rotthalmünster-Riedhof                                | Ringwallanlage                                           | Vor- und frühgeschichtlich                                               | Abgegangen, heute fast völlig verebnet                                                                      |                        |
| Burg Rohr                                                                         | Pocking-Unterrohr                                     | Niederungsburg                                           | Mittelalterlich                                                          | Abgegangen                                                                                                  |                        |
| Wehrkirche Rotthalmünster                                                         | Rotthalmünster                                        | Wehrkirche                                               | Spätmittelalterlich                                                      | Erhalten |                        |
| Burgstall Rotthof                                                                 | Bad Griesbach im Rottal-Rotthof                       | Höhenburg                                                | Mittelalterlich                                                          | Abgegangen                                                                                                  |                        |
| Burgstall Ruhstorf                                                                | Ruhstorf an der Rott                                  | Niederungsburg                                           | Mittelalterlich                                                          | Abgegangen, Stelle heute überbaut                                                                           |                        |
| Abschnittsbefestigung Sandbach                                                    | Vilshofen an der Donau-Sandbach                       | Abschnittsbefestigung                                    | Vor-, frühgeschichtlich oder mittelalterlich                             | Abgegangen                                                                                                  |                        |
| Burgstall Schanze                                                                 | Thyrnau-Satzbach-Niedersatzbach-Flur „Sägleite“       | Höhenburg (Spornburg)                                    | Mittelalterlich                                                          | Abgegangen, nur noch wenige Reste erhalten, darunter vielleicht ein Turmhügel                               |                        |
| Abschnittsbefestigung Schanzel                                                    | Neuburg am Inn-Unruhbauer-Flur „Hofreut“              | Abschnittsbefestigung                                    | Vor- und frühgeschichtlich                                               | Abgegangen, schwache Reste von einstigen Befestigungen erhalten                                             |                        |
| Burgstall Schlossberg                                                             | Windorf-Neuhofen                                      | Höhenburg (Spornburg)                                    | Mittelalterlich                                                          | Abgegangen                                                                                                  |                        |
| Turmhügel Schlosshöhe                                                             | Bad Griesbach im Rottal-Baumgarten-Flur „Schlosshöhe“ | Höhenburg (Turmhügelburg)                                | Mittelalterlich                                                          | Abgegangen, Turmhügel mit Ringgraben und einem Wallzug erhalten                                             |                        |
| Schloss Schönburg                                                                 | Pocking-Schönburg                                     | Schloss                                                  | 1676 bis 1680                                                            | Erhalten |                        |
| Schloss Straß                                                                     | Neuburg am Inn-Straß                                  | Schloss                                                  | 1792–94                                                                  | Erhalten |                        |
| Schloss Söldenau                                                                  | Ortenburg-Söldenau                                    | Schloss (Hofmarkschloss), zuvor Wasserburg               | 1320                                                                     | Erhalten, in Privatbesitz und nicht für die Öffentlichkeit zugänglich                                       |                        |
| Schloss Tettenweis                                                                | Tettenweis                                            | Wasserschloss                                            | Mittelalterlich und frühneuzeitlich                                      | heute Kloster                                                                                               |                        |
| Burgstall Teufelsturm                                                             | Hutthurm-Kleeham-Flur „Teufelsturmholz“               | Höhenburg (Spornburg)                                    | Mittelalterlich                                                          | Abgegangen, mehrere Halsgräben erhalten                                                                     |                        |
| Schloss Tittling                                                                  | Tittling                                              | Hofmarkschloss, zuvor Burganlage                         | Burg 12. Jahrhundert                                                     | Abgegangen, Gelände heute überbaut                                                                          |                        |
| → Schloss Thyrnau                                                                 | Thyrnau                                               | Jagdschloss der Passauer Fürstbischöfe                   | 18. Jahrhundert                                                          | Erhalten, seit 1802 Zisterzienserinnenabtei                                                                 |                        |
| Ringwall Unterbuch                                                                | Vilshofen an der Donau-Unterbuch                      | Ringwallanlage                                           | Vorgeschichtlich oder Frühmittelalterlich                                | Abgegangen, 1560 Meter langer Wall erhalten                                                                 |                        |
| Schloss Unterdorfbach                                                             | Ortenburg-Dorfbach                                    | Schloss, zuvor Wasserburg                                | Burg mittelalterlich, Schloss neuzeitlich                                | Abgegangen                                                                                                  |                        |
| Burgstall Unterhartdobl                                                           | Ortenburg-Unterhartdobl                               | Höhenburg (Hangburg)                                     | Mittelalterlich                                                          | Abgegangen, Geländekegel mit bogenförmigen Halsgraben erhalten                                              |                        |
| Burg Vilshofen an der Donau                                                       | Vilshofen an der Donau                                | Stadtburg                                                | Mittelalterlich                                                          | Abgegangen                                                                                                  |                        |
| Burgstall Vorholz                                                                 | Untergriesbach-Vorholz                                | Höhenburg (Gipfelburg)                                   | Hochmittelalterlich                                                      | Abgegangen                                                                                                  |                        |
| Burgstall Vormhaus (Burg Griesbach, oder Alt-Griesbach)                           | Untergriesbach                                        | Höhenburg (Spornburg)                                    | Hochmittelalterlich                                                      | Abgegangen                                                                                                  |                        |
| Schloss Vornbach                                                                  | Neuhaus am Inn-Vornbach                               | Schloss, zuvor Burg                                      | Burg mittelalterlich                                                     | Erhalten |                        |
| Schloss Walchsing                                                                 | Aldersbach-Walchsing                                  | Schloss der Grafen von Goder, zuvor Burg                 | Burg mittelalterlich, Schloss zwischen 1459 und 1463 erbaut              | Erhalten |                        |
| Adelssitz Waldenreut                                                              | Neukirchen vorm Wald-Waldenreut                       | Herrensitz                                               | Mittelalterlich                                                          | Abgegangen                                                                                                  |                        |
| Adelssitz Wegscheid                                                               | Wegscheid                                             | Herrensitz                                               | Hochmittelalterlich                                                      | Abgegangen                                                                                                  |                        |
| Burg Weideneck                                                                    | Tiefenbach                                            | Höhenburg (Spornburg)                                    | Mittelalterlich                                                          | Abgegangen, zweiteilige Anlage mit Gräben erhalten                                                          |                        |
| Burg Wildenranna                                                                  | Wegscheid-Wildenranna                                 | Höhenburg (Spornburg)                                    | Mittelalterlich                                                          | Abgegangen                                                                                                  |                        |
| Burgstall Wimberg                                                                 | Windorf-Wimberg-Flur „Burgstall“                      | Höhenburg (Spornburg)                                    | Mittelalterlich                                                          | Abgegangen                                                                                                  |                        |
| Burg Windberg (Windorf)                                                           | Windorf-„Schlossberg“                                 | Höhenburg (Spornburg)                                    | Mittelalterlich                                                          | Abgegangen, keine Reste von Befestigungen mehr erhalten                                                     |                        |
| Schloss Witzmannsberg                                                             | Witzmannsberg                                         | Hofmarkschloss, vermutlich Vorgängerbauten               | Schloss spätmittelalterlich                                              | Abgegangen, Stelle heute überbaut                                                                           |                        |

### Landkreis Regen
| Name                       | Ort                                 | Typ                                                                            | Entstehungszeit                                        | Erhaltungszustand und heutige Nutzung                                                      | Bild |  |
| -------------------------- | ----------------------------------- | ------------------------------------------------------------------------------ | ------------------------------------------------------ | ------------------------------------------------------------------------------------------ | ---- |  |
| Burg Altnußberg            | Geiersthal-Altnußberg-„Schlossberg“ | Höhenburg (Spornburg) der Herren von Nußberg                                   | von 1174 bis 1194                                      | Ruine, 1468 geschleift, heute teilrekonstruiert                                            |      |  |
| Burgstall Am Haus          | Ruhmannsfelden-Bergerhäusl          | Höhenburg (Spornburg)                                                          | Mittelalterlich                                        | Abgegangen, bogenförmiger Halsgraben erhalten                                              |      |  |
| Schloss Buchenau           | Lindberg-Buchenau                   | Schloss des Glasfabrikanten Ferdinand von Poschinger                           | 1840 erbaut, 1868 erweitert                            | Erhalten                                                                                   |      |  |
| Burgstall bei Burgstall    | Langdorf-Burgstall                  | Höhenburg (Turmhügelburg)                                                      | Hoch- oder spätmittelalterlich                         | Abgegangen, zehn Meter hohe, natürliche Felskuppe durch mehrere Wälle und Gräben gesichert |      |  |
| Turmhügel Burgstall        | Bischofsmais-Burgstall              | Niederungsburg (Turmhügelburg)                                                 | Mittelalterlich                                        | Abgegangen, 1932 für Straßenbauarbeiten eingeebnet worden                                  |      |  |
| Schloss Drachselsried      | Drachselsried                       | Hofmarkschloss                                                                 | Mittelalterlich                                        | Abgegangen                                                                                 |      |  |
| Turmhügel Exenbach         | Arnbruck-Exenbach                   | Niederungsburg in Ortslage (Turmhügelburg)                                     | Mittelalterlich                                        | Abgegangen, drei Meter hoher Turmhügel mit Ringgraben erhalten                             |      |  |
| Burgruine Kollnburg        | Kollnburg                           | Höhenburg in Ortslage (Spornburg) der Herren von Kollnburg, später von Nußberg | 1153 erstmals urkundlich erwähnt                       | Ruine, im Dreißigjährigen Krieg zerstört, Bergfried erhalten                               |      |  |
| Burgstall Kollnburg        | Kollnburg-„Schulberg“               | Höhenburg (Spornburg)                                                          | Mittelalterlich                                        | Abgegangen, Wälle und Gräben erhalten, durch moderne Bebauung gestört                      |      |  |
| Schloss Krailing           | Krailing (Prackenbach)              | Hofmarkschloss                                                                 | frühneuzeitlich, 1558 erstmals urkundlich erwähnt      | Abgegangen                                                                                 |      |  |
| Burgruine Linden           | Geiersthal-Linden                   | Wasserburg der Grafen von Bogen, später Nußbergisch und Degenbergisch          | 12. Jahrhundert                                        | Ruine, Turmrest erhalten                                                                   |      |  |
| Schloss Ludwigsthal        | Lindberg-Ludwigsthal                | Schloss (Herrenhaus)                                                           | um 1830                                                | Erhalten                                                                                   |      |  |
| Burg Neunußberg            | Viechtach-Neunußberg-„Schlossberg“  | Höhenburg (Gipfelburg, Turmburg) in Ortslage, Gründung der Herren von Nußberg  | 1340 bis 1350                                          | Ruine, Wohnturm, Reste der Umfassungsmauer und Burgkapelle erhalten                        |      |  |
| Schloss Oberfrauenau       | Oberfrauenau                        | Schloss der Freiherrn Poschinger von Frauenau                                  | 1875 bis 1884 erbaut                                   | Abgegangen, 1959 gesprengt                                                                 |      |  |
| Turmhügel Oberried         | Drachselsried-Oberried              | Höhenburg (Turmhügelburg) im Bereich der Kirche Mariä Namen                    | Mittelalterlich                                        | Abgegangen, natürliche Felskuppe durch Ringgraben befestigt                                |      |  |
| Schloss Oberzwieselau      | Lindberg-Oberzwieselau              | Schloss                                                                        | um 1830                                                | Erhalten                                                                                   |      |  |
| Burgstall Zwiesel          | Zwiesel                             | Erdburg                                                                        | um 1250                                                | Überbaut, Zugeschüttet                                                                     |      |  |
| Neues Schloss (Rabenstein) | Zwiesel-Rabenstein                  | Schloss                                                                        | Erstes Viertel des 20. Jahrhunderts                    | Erhalten                                                                                   |      |  |
| Schloss Schlossau          | Regen-Schlossau                     | Hofmarkschloss, zuvor Niederungsburg                                           | Burg mittelalterlich, Schloss frühneuzeitlich          | Abgegangen                                                                                 |      |  |
| Burgstall Schlossberg      | Bischofsmais-Hochdorf-„Schlossberg“ | Höhenburg (Spornburg)                                                          | Mittelalterlich                                        | Abgegangen, rechteckige Anlage mit Wällen und Gräben befestigt                             |      |  |
| Burgstall Steinberg        | Viechtach-Stein-„Steinberg“         | Höhenburg (Spornburg, ebenerdiger Ansitz)                                      | Mittelalterlich, 1373 bereits als Burgstall bezeichnet | Abgegangen, Halsgraben erhalten                                                            |      |  |
| Turmhügel Trametsried      | Kirchdorf im Wald-Trametsried       | Niederungsburg in Ortslage (Turmhügelburg)                                     | Mittelalterlich                                        | Abgegangen, Turmhügel mit Wassergraben und Außenwall, durch moderne Bebauung stark gestört |      |  |
| Burg Weißenstein           | Regen                               | Höhenburg (Felsenburg) der Grafen von Bogen, später an Degenberg               | um 1100                                                | Ruine, Museum in der Vorburg                                                               |      |  |

### Landkreis Rottal-Inn
| Name                                                     | Ort                                                               | Typ | Entstehungszeit                                                              | Erhaltungszustand und heutige Nutzung                                                                                 | Bild |
| -------------------------------------------------------- | ----------------------------------------------------------------- | --- | ---------------------------------------------------------------------------- | --- | ---- |
| Schloss Afterhausen                                      | Postmünster-Afterhausen                                           | Schloss, zuvor Niederungsburg (Wasserburg) | Spätmittelalterlich                                                          | Abgegangen, Reste des Wassergrabens erhalten                                                                          |      |
| Abschnittsbefestigung Alte Schanze                       | Simbach am Inn-Burgholz-„Schlossberg“                             | Abschnittsbefestigung | Frühmittelalterlich                                                          | Abgegangen, Wälle und Gräben erhalten                                                                                 |      |
| Turmhügel Altes Schloss                                  | Gangkofen-Satzing                                                 | Höhenburg (Turmhügelburg) | Mittelalterlich                                                              | Abgegangen, Turmhügel mit Ringgraben erhalten                                                                         |      |
| Burgstall Angerbach                                      | Gangkofen-Angerbach                                               | Niederungsburg (Wasserburg) | Spätmittelalterlich                                                          | Abgegangen, flache 20 mal 25 Meter große Insel erhalten                                                               |      |
| Oberes Schloss Arnstorf                                  | Arnstorf                                                          | Wasserschloss | 16./17. Jahrhundert                                                          | Erhalten |      |
| Unteres Schloss Arnstorf                                 | Arnstorf                                                          | Schloss | Zweite Hälfte 17. Jahrhundert                                                | Erhalten |      |
| Burgstall Auf der Burg                                   | Reut-Wimpassing-Waldflur „Auf der Burg“                           | Höhenburg (Spornburg) | Hoch- oder Spätmittelalterlich                                               | Abgegangen, Halsgraben und Wall erhalten                                                                              |      |
| Schloss Baumgarten                                       | Dietersburg-Baumgarten                                            | Schloss | 16. Jahrhundert                                                              | Erhalten |      |
| Schloss Bayerbach                                        | Bayerbach                                                         | Schloss, zuvor Burg, nördlich der heutigen Kirche | Mittelalterlich                                                              | Abgegangen im 16. Jahrhundert, die nachfolgenden Schlossbauten sind ebenfalls abgegangen                              |      |
| Burgstall Bergham                                        | Mitterskirchen-Bergham                                            | Niederungsburg (Wasserburg, ebenerdiger Ansitz) | Mittelalterlich                                                              | Abgegangen, keine Reste erhalten                                                                                      |      |
| Schloss Birnbach                                         | Bad Birnbach                                                      | Schloss, zuvor Burg | Mittelalterlich                                                              | Teilweise erhalten |      |
| Schloss Brombach                                         | Bad Birnbach-Brombach (Bad Birnbach)                              | Schloss, zuvor Burg | hochmittelalterlich                                                          | abgegangen |      |
| Abschnittsbefestigung Burgmair                           | Falkenberg-Burgmair                                               | Abschnittsbefestigung | Vor- oder frühgeschichtlich                                                  | Abgegangen |      |
| Turmhügel Burgstall                                      | Pfarrkirchen-Degernbach-Waldflur „Burgstall“                      | Höhenburg (Turmhügelburg) | Mittelalterlich                                                              | Abgegangen, Turmhügel mit Ringgraben erhalten                                                                         |      |
| Burgstall Diepoltskirchen                                | Falkenberg-Diepoltskirchen                                        | Höhenburg (Spornburg) | Hoch- oder spätmittelalterlich                                               | Abgegangen |      |
| Turmhügel Döttenberg                                     | Arnstorf-Döttenberg                                               | Niederungsburg (Turmhügelburg) | Hoch- oder Spätmittelalterlich                                               | Abgegangen, Turmhügel verebnet                                                                                        |      |
| Burgstall Eggenfelden (Sitz Ruhstorf)                    | Eggenfelden                                                       | Niederungsburg (Wasserburg) | Hoch- oder spätmittelalterlich                                               | Abgegangen, früher eine 50 Meter im Durchmesser große Insel mit bis zu 15 Meter breiten Wassergraben erhalten gewesen |      |
| Turmhügel Eiselstorf                                     | Arnstorf-Eiselstorf                                               | Niederungsburg (Turmhügelburg) | Hoch- oder Spätmittelalterlich                                               | Abgegangen |      |
| Burgstall Emmersdorf                                     | Johanniskirchen-Emmersdorf                                        | Höhenburg (Spornburg, ebenerdiger Ansitz) | Hoch- oder spätmittelalterlich                                               | Abgegangen, Graben und Ringwall einer 30 Meter im Durchmesser messenden Anlage erhalten                               |      |
| Schloss Ering                                            | Ering                                                             | Schloss | 1725                                                                         | Erhalten |      |
| Burg Erneck                                              | Ering-Ernegg                                                      | Höhenburg (Spornburg) | Hochmittelalterlich                                                          | Abgegangen, mehrere Halsgräben und Wälle erhalten                                                                     |      |
| Ringwall Franzosenschanze (Schwedenschanze)              | Bad Birnbach-Flur „Lugenz“, 1700 Meter nordöstlich der Ortskirche | Ringwall | Vor- oder frühgeschichtlich                                                  | Abgegangen, Wall- und Grabenanlagen erhalten                                                                          |      |
| Burgstall Geratskirchen                                  | Geratskirchen                                                     | Niederungsburg (Wasserburg) | Hoch- oder spätmittelalterlich                                               | Abgegangen, Burgstall heute verebnet                                                                                  |      |
| Turmhügel Geratskirchen                                  | Geratskirchen-„Schlossberg“                                       | Höhenburg (Turmhügelburg) | Hoch- oder spätmittelalterlich                                               | Abgegangen, Turmhügel heute verebnet                                                                                  |      |
| Altes Schloss Gern                                       | Eggenfelden-Gern                                                  | Schloss, zuvor Niederungsburg (Wasserburg) | Mittelalterlich                                                              | Abgegangen |      |
| Schloss Gern                                             | Eggenfelden-Gern                                                  | Schloss, zuvor Niederungsburg (Wasserburg) | Mittelalterlich                                                              | Abgegangen, 1921 abgebrannt                                                                                           |      |
| Sitz Grub                                                | Pfarrkirchen-Grub                                                 | Schloss | Neuzeitlich                                                                  | Abgegangen |      |
| Burg Guteneck                                            | Johanniskirchen-Guteneck                                          | Höhenburg (Spornburg) | Spätmittelalterlich, 1302 erwähnt                                            | Abgegangen, mehrteiliger, 200 mal 100 Meter großer Burgstall mit Gräben und Wällen erhalten                           |      |
| Abschnittsbefestigung Haag                               | Egglham-Niederhaag                                                | Abschnittsbefestigung | Vor- oder frühgeschichtlich                                                  | Abgegangen |      |
| Burgstall Handwerk                                       | Unterdietfurt-Handwerk                                            | Niederungsburg (Turmhügelburg) | Hoch- oder spätmittelalterlich                                               | Abgegangen, Burgstall heute eingeebnet                                                                                |      |
| Ansitz Haus                                              | Eggenfelden-Haus                                                  | Niederungsburg (Wasserburg) | Hochmittelalterlich                                                          | Erhalten |      |
| Schloss Hirschhorn                                       | Wurmannsquick-Hirschhorn                                          | Schloss, zuvor Wasserburg | Burg mittelalterlich, Schloss frühneuzeitlich                                | Abgegangen |      |
| Burgstall Hofau                                          | Mitterskirchen-Hofau                                              | Niederungsburg (Wasserburg) | Mittelalterlich                                                              | Abgegangen |      |
| Turmhügel Höhenberg                                      | Dietersburg-Höhenberg                                             | Höhenburg (Turmhügelburg) | Spätmittelalterlich                                                          | Abgegangen, Turmhügel durch Kiesabbau stark gestört                                                                   |      |
| Burgstall Huldsessen                                     | Unterdietfurt-Huldsessen                                          | Niederungsburg | Hoch- oder spätmittelalterlich                                               | Abgegangen, von der katholischen Kirche St. Martin überbaut, Ringwall und Ringgraben Teilweise erhalten               |      |
| Burg Julbach                                             | Julbach (Inntal)                                                  | Höhenburg (Spornburg) |                                                                              | Abgegangen, Brunnenschacht und Erdstall teilweise erhalten. Mauerreste vorhanden.                                     |      |
| Burgstall Kirchberg (Eggenfelden)                        | Eggenfelden-Kirchberg                                             | Höhenburg (Ebenerdiger Ansitz) | Hoch- oder spätmittelalterlich                                               | Abgegangen, Schildwall und Graben erhalten, Südspitze durch Kiesabbau gestört                                         |      |
| Schloss Kirchberg (Eggenfelden)                          | Eggenfelden-Oberkirchberg                                         | Schloss, zuvor Niederungsburg | Mittelalterlich                                                              | Abgegangen |      |
| Sitz Kollersaich                                         | Massing-Kollersaich                                               | Niederungsburg | Spätmittelalterlich                                                          | Abgegangen |      |
| Sitz Königsberg                                          | Gangkofen                                                         | Schloss, zuvor Niederungsburg (Wasserburg) | Mittelalterlich                                                              | Abgegangen, Stelle heute überbaut                                                                                     |      |
| Burgstall Lichtenburg                                    | Stubenberg-Lichtenburg                                            | Höhenburg (Spornburg) | Hoch- oder spätmittelalterlich                                               | Abgegangen |      |
| Burgstall Limmelburg                                     | Wurmannsquick-Lohbruck                                            | Höhenburg (Spornburg) | Hoch- oder spätmittelalterlich                                               | Abgegangen |      |
| Turmhügel Mainbach                                       | Unterdietfurt-Mainbach                                            | Niederungsburg (Turmhügelburg) | Spätmittelalterlich                                                          | Abgegangen, kegelförmiger Turmhügel mit 1,5 Meter tiefen Ringgraben erhalten                                          |      |
| Schloss Mariakirchen                                     | Arnstorf-Mariakirchen                                             | Wasserschloss, vorher Wasserburg | 1550 von den Nothaft erbaut                                                  | Erhalten, dient heute als Schulungszentrum und als Austragungsort für kulturelle Veranstaltungen                      |      |
| Burgstall Mitterskirchen                                 | Mitterskirchen                                                    | Niederungsburg (Wasserburg) | Mittelalterlich                                                              | Abgegangen |      |
| Schloss Münchsdorf                                       | Roßbach-Münchsdorf                                                | Schloss, zuvor Burg | 1836 bis 1837 nach Abbruch der Burg zum Schloss umgebaut                     | Erhalten |      |
| Burg Neudeck                                             | Bad Birnbach-Neudeck                                              | Schloss, zuvor Höhenburg | 1160                                                                         | Abgegangen |      |
| Schloss Nöham                                            | Dietersburg-Nöham                                                 | Schloss, zuvor Niederungsburg | Spätmittelalterlich                                                          | Abgegangen |      |
| Ringwall Oeder Burg (Ringwall Schlossberg)               | Tann-Krottenbach-Waldflur „In der öden Burg“                      | Ringwall | Vor- und frühgeschichtlich                                                   | Abgegangen, 130 mal 80 Meter großer Ringwall                                                                          |      |
| Schloss Panzing                                          | Gangkofen-Panzing                                                 | Schloss | Mittelalterlich                                                              | Abgegangen, Stelle heute überbaut                                                                                     |      |
| Schloss Peterskirchen                                    | Dietersburg-Peterskirchen                                         | Hofmarkschloss | 16. Jahrhundert                                                              | Erhalten |      |
| Burgstall Pfarrhof                                       | Schönau-Pfarrhof                                                  | Niederungsburg | Mittelalterlich                                                              | Abgegangen |      |
| Schloss Reichenberg                                      | Pfarrkirchen-Reichenberg                                          | Schloss, zuvor Höhenburg | Möglicherweise schon um 800 erwähnt                                          | Abgegangen |      |
| Schloss Ritzing                                          | Kirchdorf am Inn-Ritzing                                          | Hofmarkschloss | Hochmittelalterlich, während des 12. Jahrhunderts wurde der Ortsadel genannt | Erhalten |      |
| Ringwall Römerschanze                                    | Schönau                                                           | Ringwall | Frühmittelalterlich                                                          | Abgegangen, 41 mal 31 Meter großer Ringwall                                                                           |      |
| Ringwall Römerschanze (Stopfener Schanze)                | Falkenberg-Stopfen                                                | Ringwall | Frühmittelalterlich                                                          | Abgegangen, Wall- und Grabenanlagen erhalten                                                                          |      |
| Abschnittsbefestigung Roßbach I                          | Roßbach                                                           | Abschnittsbefestigung | Frühmittelalterlich                                                          | Abgegangen |      |
| Abschnittsbefestigung Roßbach II                         | Roßbach                                                           | Abschnittsbefestigung | Frühmittelalterlich                                                          | Abgegangen |      |
| Burgstall Rotenberg (Alteck, Alteneck oder Rotenbergham) | Bad Birnbach-Leithen                                              | Höhenburg (Spornburg) | Hochmittelalterlich                                                          | Abgegangen |      |
| Burgstall Sallach                                        | Rimbach-Sallach                                                   | Niederungsburg | Spätmittelalterlich                                                          | Abgegangen, von der der katholischen Filialkirche St. Ulrich überbaut                                                 |      |
| Abschnittsbefestigung Sattlern                           | Arnstorf-Sattlern                                                 | Abschnittsbefestigung | Frühmittelalterlich                                                          | Abgegangen, Wälle und Gräben erhalten                                                                                 |      |
| Burgstall Schanze                                        | Egglham-Kuglenz, 350 Meter westlich des Ortes                     | Höhenburg (Spornburg) | Hoch- oder spätmittelalterlich                                               | Abgegangen, fünf Meter tiefer Graben, Wall und Burghügel erhalten                                                     |      |
| Schloss Schernegg                                        | Massing-Schernegg                                                 | Schloss, zuvor Niederungsburg (Wasserburg) | Spätmittelalterlich                                                          | Abgegangen |      |
| Burgstall Schleeburg                                     | Arnstorf                                                          | Höhenburg (Spornburg) | Hoch- oder Spätmittelalterlich                                               | Abgegangen |      |
| Burgstall Schlossberg                                    | Falkenberg-Binder-„Schlossberg“                                   | Höhenburg (Spornburg) | Hoch- oder spätmittelalterlich                                               | Abgegangen, mehrteiliger Burgstall mit Gräben und Wällen erhalten                                                     |      |
| Burgstall Schlossberg                                    | Rimbach-Rattenbach-„Schlossberg“                                  | Höhenburg (Spornburg) | Hoch- oder spätmittelalterlich                                               | Abgegangen |      |
| Turmhügel Schlossberg                                    | Wurmannsquick-Rogglfing-„Schlossberg“                             | Höhenburg (Turmhügelburg) | Hoch- oder Spätmittelalterlich                                               | Abgegangen |      |
| Turmhügel Schmiedorf                                     | Roßbach-Schmiedorf                                                | Niederungsburg (Turmhügelburg) | Hoch- oder spätmittelalterlich                                               | Abgegangen |      |
| Schloss Schönau                                          | Schönau                                                           | Wasserschloss, zuvor Wasserburg | 1902 zum heutigen Schloss umgebaut                                           | Erhalten |      |
| Schloss Seibersdorf                                      | Kirchdorf am Inn-Seibersdorf                                      | Hofmarkschloss | Hochmittelalterlich, 1140 wurde der Ortsadel genannt                         | Erhalten |      |
| Burgstall Stolzberg                                      | Roßbach-Dellendorf-Flur „Kammerau“                                | Höhenburg (Spornburg) | Spätmittelalterlich                                                          | Abgegangen, mehrteiliger Burgstall mit Gräben und Wällen erhalten                                                     |      |
| Schloss Stubenberg                                       | Stubenberg                                                        | Schloss, zuvor Höhenburg (Spornburg) | 13. Jahrhundert                                                              | Abgegangen, Mauerwerksreste erhalten                                                                                  |      |
| Schloss Thurnstein                                       | Postmünster-Thurnstein                                            | Schloss. Barocke Dreiflügelanlage, an der Südseite offen, dreigeschossig mit Walmdächern, um 1689 erbaut, z. T. über Resten der mittelalterlichen Burg Thurnstein, Nordfront mit Ecktürmen, südlicher Eckturm an der Westseite modern, Anfang 20. Jahrhundert; Schlosskapelle im Ostflügel. | um 1689                                                                      | Erhalten |      |
| Schloss Untergrasensee                                   | Pfarrkirchen-Untergrasensee                                       | Schloss, zuvor Niederungsburg | Burg mittelalterlich, Schloss frühneuzeitlich                                | Abgegangen, als Burgstall erhalten                                                                                    |      |
| Burgstall Unterhöft                                      | Schönau-Unterhöft                                                 | Niederungsburg | Hoch- oder Spätmittelalterlich                                               | Abgegangen |      |
| Burgstall Winiham                                        | Mitterskirchen-Winiham                                            | Höhenburg | Mittelalterlich                                                              | Abgegangen |      |
| Schloss Wolfsegg (Massing)                               | Massing-Wolfsegg                                                  | Schloss, zuvor Niederungsburg (Wasserburg) | Hochmittelalterlich                                                          | Abgegangen, Stelle eingeebnet und überbaut                                                                            |      |

### Landkreis Straubing-Bogen
| Name                               | Ort                                                    | Typ                                                                                     | Entstehungszeit | Erhaltungszustand und heutige Nutzung | Bild           |  |
| ---------------------------------- | ------------------------------------------------------ | --------------------------------------------------------------------------------------- | --- | --- | -------------- |  |
| Schloss Au vorm Wald               | Hunderdorf-Au vorm Wald                                | Schloss (Wasserschloss)                                                                 | 16./17. Jahrhundert                                                                                                   | Erhalten | weitere Bilder |  |
| Burg Bogen                         | Bogen-„Bogenberg“                                      | Höhenburg, Sitz der Grafen von Bogen, zuvor keltischer Fürstensitz und Fliehburg        | 11. Jahrhundert | Abgegangen |                |  |
| Ringwall Bogenberg                 | Bogen-„Schlossberg“                                    | Ringwall                                                                                | Bronzezeitlich, später erneut begangen                                                                                | Abgegangen |                |  |
| Burg Degenberg                     | Schwarzach-Degenberg-„Degenberg“                       | Höhenburg (Spornburg)                                                                   | Mittelalterlich | Abgegangen, wenige Mauerreste erhalten | weitere Bilder |  |
| Schloss Einhausen                  | Atting-Einhausen                                       | Schloss, zuvor Wasserburg                                                               | Burg 1270 erstmals genannt, Schloss frühneuzeitlich                                                                   | Abgegangen |                |  |
| Schloss Eitting                    | Laberweinting-Eitting                                  | Schloss, zuvor Höhenburg (Spornburg)                                                    | Hochmittelalterlich                                                                                                   | Abgegangen, Wallanlagen erhalten |                |  |
| Burg Falkenfels                    | Falkenfels                                             | Burgschloss der Grafen von Bogen                                                        | um 1100 | Erhalten oder wesentliche Teile erhalten, die äußeren Anlagen sind frei zugänglich, ansonsten dient sie als Burghotel und Restaurant                                                                     | weitere Bilder |  |
| Burgstall Frammelsberg             | Bogen-Frammelsberg                                     | Niederungsburg                                                                          | Mittelalterlich | Abgegangen |                |  |
| Ringwall Geiselhöring              | Geiselhöring-Waldflur „Grillen“                        | Ringwall                                                                                | Frühmittelalterlich                                                                                                   | Abgegangen |                |  |
| Schloss Geiselhöring               | Geiselhöring                                           | Schloss                                                                                 | Mittelalterlich | Abgegangen, früherer Standort durch die katholische Stadtpfarrkirche St. Petrus und Erasmus überbaut |                |  |
| Schloss Geltolfing                 | Aiterhofen-Geltolfing                                  | Schloss, vierflügelige Weiherhaus-Anlage weitere Bilder                                 | gegen 1600 | barockisiert 1776 und 1780. In der Mitte des Nordwestflügels erhebt sich ein barocker Dachgiebel. In einer Rundbogennische darunter steht eine Steinfigur des Erzengels Michael aus der Zeit des Rokoko. | weitere Bilder |  |
| Turmhügel Gingkofen                | Geiselhöring-Gingkofen                                 | Niederungsburg (Turmhügelburg)                                                          | Mittelalterlich | Abgegangen, Turmhügel heute verebnet |                |  |
| Schloss Gossersdorf                | Konzell-Gossersdorf                                    | Schloss                                                                                 | Mittelalterlich | Erhalten |                |  |
| Schloss Grafentraubach             | Laberweinting-Grafentraubach                           | Schloss, zuvor Niederungsburg                                                           | Ursprünglich Wasserschloss aus dem 16. Jahrhundert                                                                    | Erhalten, mit achteckigem Zwiebelturm, Vorgängerbauten | weitere Bilder |  |
| Turmhügel Greißing                 | Geiselhöring-Greißing                                  | Niederungsburg (Turmhügelburg)                                                          | Mittelalterlich | Abgegangen, Turmhügel noch drei Meter hoch erhalten |                |  |
| Schloss Habelsbach                 | Laberweinting-Habelsbach                               | Schloss                                                                                 | Mittelalterlich | Erhalten |                |  |
| Schloss Haggn                      | Neukirchen-Haggn                                       | Schloss, zuvor Wasserburg                                                               | Schloss aus dem 17. Jahrhundert                                                                                       | Erhalten | weitere Bilder |  |
| Burgruine Haibach                  | Haibach                                                | Höhenburg (Spornburg) der Haybecken                                                     | um 1100 | Burgruine, einige Mauerreste erhalten, ein Stallgebäude der Burg beherbergt ein Museum | weitere Bilder |  |
| Schloss Hainsbach                  | Geiselhöring-Hainsbach                                 | Schloss, zuvor Wasserburg                                                               | Burg während des 13. Jahrhunderts erstmals bezeugt, 1609 dann neu errichtet                                           | Abgegangen, im Jahr 1814 abgebrochen |                |  |
| Schloss Haunkenzell                | Rattiszell-Haunkenzell                                 | Wasserschloss, zuvor Burg                                                               | 16. Jahrhundert | Erhalten | weitere Bilder |  |
| Burgstall Häuselberg               | Haselbach-Höfling-„Häuselberg“                         | Höhenburg (Spornburg)                                                                   | Mittelalterlich | Abgegangen |                |  |
| Turmhügel Häuselberg               | Bogen-Häuselberg                                       | Höhenburg (Turmhügelburg, Spornburg)                                                    | Spätmittelalterlich                                                                                                   | Abgegangen, kegelstumpfförmiger Turmhügel erhalten |                |  |
| Schloss Herrnfehlburg              | Rattiszell-Herrnfehlburg                               | Schloss                                                                                 | Spätmittelalterlich                                                                                                   | Heute ist ein Gasthaus im Gebäude untergebracht | weitere Bilder |  |
| Schloss Hienhart                   | Oberschneiding-Hienhart                                | Hofmarkschloss                                                                          | Mittelalterlich | Erhalten |                |  |
| Burgruine Höhenstein               | Stallwang-Höhenstein                                   | Höhenburg                                                                               | vermutlich 12. Jahrhundert                                                                                            | Burgruine |                |  |
| Turmhügel Holztraubach             | Mallersdorf-Pfaffenberg-Holztraubach                   | Niederungsburg (Turmhügelburg)                                                          | Mittelalterlich | Abgegangen, Turmhügel heute verebnet |                |  |
| Turmhügel Hutterhof                | Bogen-Hutterhof                                        | Niederungsburg (Turmhügelburg)                                                          | Mittelalterlich | Abgegangen |                |  |
| Schloss Irlbach                    | Irlbach                                                | Schloss                                                                                 | 1569 | Erhalten | weitere Bilder |  |
| Burgstall Kasparzell               | Konzell-Kasparzell                                     | Niederungsburg                                                                          | Hochmittelalterlich                                                                                                   | Abgegangen |                |  |
| Schloss Laberweinting              | Laberweinting                                          | Wasserschloss                                                                           | Mittelalterlich | Abgegangen |                |  |
| Schloss Loham                      | Mariaposching-Loham                                    | Wasserschloss, zuvor Turmhügelburg                                                      | 16. Jahrhundert | Erhalten | weitere Bilder |  |
| Burg Mitterfels                    | Mitterfels                                             | Burgschloss                                                                             | | Teilweise erhalten | weitere Bilder |  |
| Schloss Moosdorf                   | Aiterhofen-Moosdorf                                    | Wasserschloss, zuvor Turmhügelburg                                                      | 1671 | Erhalten |                |  |
| Turmhügel Mundlfing                | Leiblfing-Mundlfing-„Dickerlsberg“                     | Höhenburg (Turmhügelburg)                                                               | Mittelalterlich | Abgegangen, Turmhügel erhalten |                |  |
| Burgstall Neuburg                  | Mallersdorf-Pfaffenberg-Neuburg                        | Höhenburg (Spornburg)                                                                   | Mittelalterlich | Abgegangen, Burgstall größtenteils überbaut |                |  |
| Burg Neurandsberg                  | Rattenberg-Neurandsberg                                | Höhenburg (Gipfelburg)                                                                  | 12. Jahrhundert | Burgruine, einige Mauerreste erhalten | weitere Bilder |  |
| Burgstall Oberellenbach            | Mallersdorf-Pfaffenberg-Oberellenbach-Flur „Burgstall“ | Höhenburg (Spornburg)                                                                   | Mittelalterlich | Abgegangen |                |  |
| Schloss Oberellenbach              | Mallersdorf-Pfaffenberg-Oberellenbach                  | Schloss                                                                                 | 18. Jahrhundert | Erhalten | weitere Bilder |  |
| Schloss Oberhaselbach              | Mallersdorf-Pfaffenberg-Oberhaselbach                  | Schloss                                                                                 | Weiheranlage zu zwei Flügeln, wohl 17. Jahrhundert, 1756 umgebaut; zugehörige Sommerkeller, südöstlich des Schlosses. | Erhalten | weitere Bilder |  |
| Schloss Puchhof                    | Aholfing-Puchhof                                       | Schloss                                                                                 | 1768 | Erhalten | weitere Bilder |  |
| Abschnittsbefestigung Pullach      | Geiselhöring-Pullach                                   | Abschnittsbefestigung                                                                   | Vorgeschichtlich oder frühmittelalterlich                                                                             | Abgegangen |                |  |
| Burg Pürgl                         | Neukirchen-Pürgl                                       | Höhenburg                                                                               | 14. Jhd. | Abgegangen |                |  |
| Schloss Rain (Niederbayern)        | Rain                                                   | Schloss, zuvor Wasserburg                                                               | 12./13. Jahrhundert von den Grafen von Bogen begonnen, 1542 als befestigtes Schloß erweitert                          | Teilweise erhalten, beherbergt heute die Gemeindeverwaltung | weitere Bilder |  |
| Burgstall Rattiszell               | Rattiszell                                             | Höhenburg                                                                               | Mittelalterlich | Abgegangen |                |  |
| Abschnittsbefestigung Römerschanze | Atting-Rinkam                                          | Abschnittsbefestigung                                                                   | Frühmittelalterlich                                                                                                   | Abgegangen |                |  |
| Schloss Roßhaupten                 | Haibach-Roßhaupten                                     | Hofmarkschloss                                                                          | 18. Jahrhundert | Erhalten |                |  |
| Ringwall Sallach                   | Geiselhöring-Weingarten                                | Ringwall                                                                                | Frühmittelalterlich                                                                                                   | Abgegangen |                |  |
| Schloss Sallach                    | Geiselhöring-Sallach                                   | Schloss                                                                                 | Mittelalterlich | Erhalten | weitere Bilder |  |
| Schloss Saulburg                   | Wiesenfelden-Saulburg                                  | Schloss, zuvor Höhenburg                                                                | 12. Jahrhundert, 1569 zum Schloss umgebaut                                                                            | Erhalten | weitere Bilder |  |
| Schloss Schambach                  | Straßkirchen-Schambach                                 | Wasserschloss, zuvor Burg                                                               | 12./13. Jahrhundert, im 16. Jahrhundert zum Schloss umgebaut                                                          | Erhalten | weitere Bilder |  |
| Burgstall Schlossberg              | Bogen-Haushof                                          | Höhenburg (Spornburg)                                                                   | Mittelalterlich | Abgegangen, zweiteiliger Burgstall mit Halsgraben und Abschnittsgraben erhalten |                |  |
| Burgstall Schlossberg              | Stallwang-Schönstein                                   | Höhenburg (Spornburg)                                                                   | Hochmittelalterlich                                                                                                   | Abgegangen, Burgreste heute abgetragen |                |  |
| Ringwall Schlossberg               | Leiblfing-Hausmetting-„Schlossberg“                    | Ringwall                                                                                | Frühmittelalterlich                                                                                                   | Abgegangen, 210 mal 130 Meter großer Ringwall mit ringförmigem Graben erhalten |                |  |
| Schloss Schwarzach                 | Schwarzach                                             | Schloss                                                                                 | Mittelalterlich | Teilweise erhalten, dient heute als Brauerei | weitere Bilder |  |
| Schloss Steinach                   | Steinach                                               | Schloss, zuvor Burg                                                                     | um 1549 | Erhalten | weitere Bilder |  |
| Schloss Steinburg                  | Hunderdorf-Steinburg                                   | Schloss                                                                                 | | Erhalten | weitere Bilder |  |
| Burgstall Steinhaus                | Mitterfels-Steinhaus                                   | Höhenburg (Spornburg)                                                                   | Mittelalterlich | Abgegangen |                |  |
| Turmhügel Straßkirchen             | Straßkirchen                                           | Niederungsburg (Turmhügelburg)                                                          | Mittelalterlich | Abgegangen |                |  |
| Turmhügel Thalkirchen              | Perkam-Thalkirchen                                     | Niederungsburg (Turmhügelburg)                                                          | Mittelalterlich | Abgegangen, wenige Reste erhalten |                |  |
| Burgstall Welchenberg              | Niederwinkling-Welchenberg-„Welchenberg“               | Höhenburg (Spornburg)                                                                   | Mittelalterlich | Abgegangen, Halsgraben erhalten |                |  |
| Schloss Wiesenfelden               | Wiesenfelden                                           | Schloss                                                                                 | nach 1648, Vorgängerbauten                                                                                            | Erhalten, in Privatbesitz, beherbergt ein Umweltinformationszentrum und ein Museum | weitere Bilder |  |
| Burg Windberg                      | Windberg                                               | Höhenburg der Grafen von Bogen                                                          | Hochmittelalterlich                                                                                                   | Abgegangen, Gelände durch das Kloster Windberg überbaut |                |  |
| Burgstall Zinzenzell               | Zinzenzell-Burgstock                                   | wohl Höhenburg der Regensburger Domvögte und nach deren Aussterben der Grafen von Bogen | vor 1100 | Abgegangen |                |  |